# Frauenstimmrechtsbewegung in Deutschland

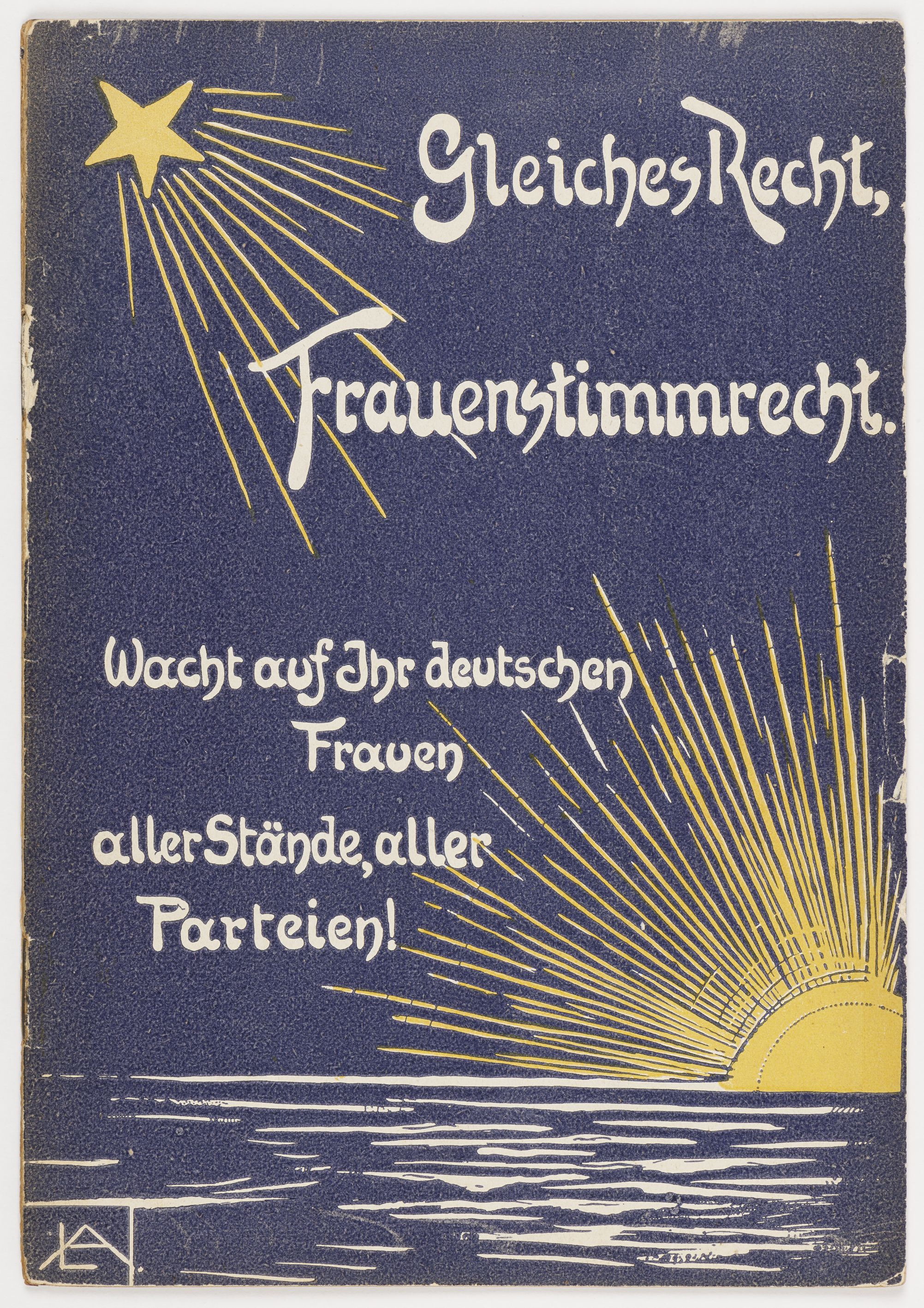
Broschüre Gleiches Recht, Frauenstimmrecht. Wacht auf Ihr deutschen Frauen aller Stände, aller Parteien! des Deutschen Verbands für Frauenstimmrecht (1907)

Die Frauenstimmrechtsbewegung in Deutschland entwickelte sich ab den 1890er Jahren, als zum einen das allgemeine Wahlrecht für Männer auf die politische Agenda kam und zum anderen die Frauenbewegung durch die Beschlussfassung des Bürgerlichen Gesetzbuches (BGB) die Erfahrung machte, dass die Anliegen der Frauen nicht gehört wurden. Der Begriff der Stimmrechtsbewegung wird allgemein auf einen Teil der bürgerlichen Frauenbewegung bezogen. Doch auch die sozialistische Frauenbewegung setzte sich für das Frauenwahlrecht ein, wobei beide Seiten auf die gegenseitige Abgrenzung Wert legten. Zum Bewegungskern gehörten die überregional agierenden Aktivistinnen Anita Augspurg, Minna Cauer, Lida Gustava Heymann, Helene Stöcker, Marie Stritt, Clara Zetkin und Martha Zietz, die ein soziales und politisches Netzwerk bildeten. Sie wirkten als Vortragsreisende und Rednerinnen und galten als Vorbilder und Bahnbrecherinnen.
Mit der Gründung des Deutschen Vereins für Frauenstimmrecht 1902 in Hamburg (1904 in Deutscher Verband für Frauenstimmrecht umgewandelt) begann die Organisationsphase der Bewegung. Nach der Liberalisierung der Vereinsgesetze 1908 nahm die Zahl der Stimmrechtsvereine und der darin engagierten Frauen stark zu. Welches Frauenwahlrecht gefordert wurde, wurde kontrovers diskutiert, was schließlich zu einer Zersplitterung der regionalen und lokalen Stimmrechtsvereine in mehrere Dachverbände führte. Die 1909 gegründete Deutsche Vereinigung für Frauenstimmrecht forderte das Wahlrecht für Frauen, aber nicht das allgemeine und gleiche Wahlrecht für Frauen, wie die Forderung des 1913 entstandenen Deutschen Frauenstimmrechtsbunds lautete. Der Deutsche Verband für Frauenstimmrecht nahm eine mittlere, gemäßigte Position ein. Trotz der Querelen wuchs die bürgerliche Stimmrechtsbewegung. Ende 1918 gehörten den Stimmrechtsvereinen ungefähr 10.000 Mitglieder an. Das Vortrags- und Pressewesen der Stimmrechtsbewegung trug maßgeblich zur Meinungsbildung der deutschen Öffentlichkeit im Hinblick auf das Frauenstimmrecht bei.
Mit Ausbruch des Ersten Weltkriegs schloss sich die Frauenbewegung dem sogenannten Burgfrieden der politischen Parteien und Gruppierungen an. Die Stimmrechtsaktivitäten kamen zum Erliegen. Die Frauenbewegungsvereine engagierten sich in großem Umfang im Rahmen des Nationalen Frauendienstes an der sogenannten Heimatfront für den Krieg. Erst 1917, als klar wurde, dass nach dem Krieg in Anerkennung für die Kriegsanstrengungen in Preußen nur für die Männer das allgemeine Wahlrecht eingeführt werden sollte, schlossen sich die Flügel der bürgerlichen Frauenbewegung und der sozialistischen Frauenbewegung zusammen, um gemeinsam für das Frauenwahlrecht zu kämpfen. Anfang November 1918 fanden große Kundgebungen zur Einführung des Frauenwahlrechts statt. Auf Aufforderung des Bundes Deutscher Frauenvereine wurde im Reichstag mit der Ausarbeitung eines Gesetzes für das Frauenwahlrecht begonnen, das wegen der Revolution nicht mehr zur Abstimmung kam. Am 12. November 1918 proklamierte der Rat der Volksbeauftragten das gleiche, geheime, direkte, allgemeine Wahlrecht für alle Männer und Frauen ab einem Alter von 20 Jahren. Deutschland gehörte damit zu den ersten europäischen Ländern, in denen das Frauenwahlrecht eingeführt wurde. Der Deutsche Reichsverband für Frauenstimmrecht, zu dem sich 1916 der Frauenstimmrechtsverband und die Frauenstimmrechtsvereinigung zusammengeschlossen hatten, löste sich 1919 auf.

## Vorgeschichte

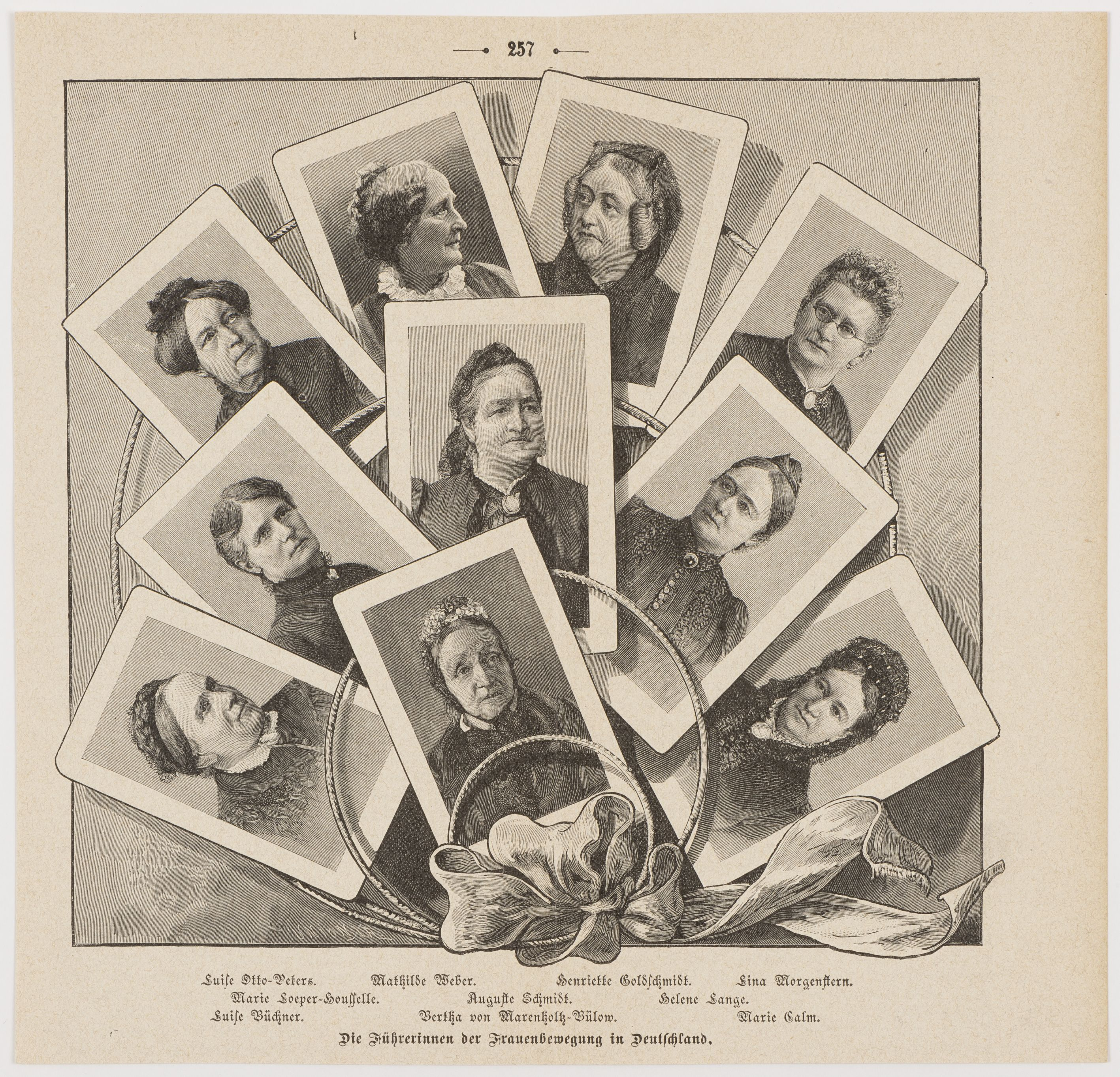
„Die Führerinnen der Frauenbewegung in Deutschland“ in der Gartenlaube 1894. Louise Otto wird in der obersten Reihe ganz links gezeigt, Auguste Schmidt in der mittleren Reihe in der Mitte. Nach dem Wachwechsel im Laufe der 1890er Jahre gehörte nur noch Helene Lange (in mittlerer Reihe 2. von rechts) zur Führungsriege.

Mit der Aufklärung und der Französischen Revolution wurde dem bis dahin ständisch geprägten politischen System das Ideal der Gleichheit als Ordnungsprinzip für politische Teilhabe gegenübergestellt. Immanuel Kant fasste die Gesellschaft als Zweckverband von Individuen auf, doch den Status des „aktiven Bürgers“ knüpfte er an bestimmte Qualifikationen: ökonomische und soziale Selbständigkeit und das männliche Geschlecht. Die demokratischen Kräfte kritisierten im 19. Jahrhundert die Beschränkung des Status des wahlberechtigten Bürgers auf die Besitzenden, d. h. das sogenannte Zensuswahlrecht, und forderten das allgemeine Wahlrecht, verteidigten gleichzeitig aber die Beschränkung auf Männer. Das allgemeine und gleiche Männerwahlrecht gab es im 1871 neugegründeten Deutschen Reich von Anfang an. Dagegen galt im wichtigsten Einzelstaat Preußen das auf Männer beschränkte Dreiklassenwahlrecht, wobei die Stimmen nach dem Steueraufkommen des Einzelnen unterschiedliches Gewicht hatten.
Als erste Einmischung einer Frau in die politische Öffentlichkeit in Deutschland gilt die Zuschrift einer Leserin, Louise Otto, 1843 an die Sächsischen Vaterlands-Blätter, in der sie auf eine Frage des Herausgebers nach der politischen Stellung der Frau reagierte. Otto schrieb: „Die Theilnahme der Frau an den Interessen des Staates ist nicht ein Recht, sondern eine Pflicht.“ Ohne Frauen oder die Lösung der Geschlechterfrage würde es keine Demokratisierung der Gesellschaft geben. Diese Stellungnahme löste eine Flut von weiteren Zuschriften – von Männern und Frauen – aus. Die Presse wurde zu einem entscheidenden Medium für die Mobilisierung und das Sichtbarmachen expliziter Frauenanliegen. Nach dem Scheitern der Revolution von 1848/49 gab Otto die Frauen-Zeitung unter dem Motto „Dem Reich der Freiheit werb’ ich Bürgerinnen!“ heraus, in der sie die Politisierung der Frauen, eine selbständigere Stellung der Frauen in der Gesellschaft sowie eine Verbesserung der Bildungschancen und der Arbeitsmöglichkeiten für Frauen forderte. Doch sie konnte nur kurze Zeit frei publizieren und politisch agieren. 1850 wurde ihre Zeitung auf Grund eines neuen sächsischen Pressegesetzes (Lex Otto genannt) verboten. Die Arbeiterinnen- und Dienstbotenvereine, die sie mitgegründet hatte, wurden auf Basis der preußischen Vereinsgesetze von 1850 aufgelöst.
Das preußische Vereinsgesetz von 1850, das später von den meisten deutschen Ländern übernommen wurde und bis 1908 galt, verbot „Frauenpersonen, Schülern und Lehrlingen“ die Mitgliedschaft in politischen Vereinen und die Teilnahme an politischen Versammlungen. Die Anwesenheit von Frauen erlaubte es den diensthabenden Polizeibeamten, die Versammlung zu schließen, eine Geldbuße zu verhängen und sogar die Schließung des Vereins zu verordnen. Was als politisch galt, wurde im Laufe der kommenden Jahrzehnte mehrfach gerichtlich verhandelt. 1887 stellte das Reichsgericht klar, dass darunter „alle Angelegenheiten“ fielen, die „Verfassung, Verwaltung, Gesetzgebung des Staates, die staatsbürgerlichen Rechte der Unterthanen und die internationalen Beziehungen der Staaten zu einander in sich begreifen.“
In den 1860er Jahren entstanden die ersten bürgerlichen Frauenvereine, die angesichts der Rahmenbedingungen darauf bedacht waren, politisch neutral zu erscheinen. Das Frauenwahlrecht war unter diesen Vorzeichen ein zu heikles Thema, als dass ein Frauenverein sich dafür einsetzen konnte. Die neuen Vereine, vorneweg der 1865 gegründete erste überregionale Frauenverein, der Allgemeine Deutsche Frauenverein (ADF), widmeten sich vornehmlich der Frage der Frauenbildung oder sozialen Fragen. In der Zeit von 1878 bis 1890 wurden zudem durch die Sozialistengesetze sozialistischen, sozialdemokratischen und kommunistischen Vereinen Versammlungen und Schriften verboten, deren Zweck der Umsturz der bestehenden Staats- und Gesellschaftsordnung war. Dies verstärkte noch die bestehenden Klassengegensätze unter den Frauen und führte über 1890 hinaus zu einer entschiedenen Abgrenzung der bürgerlichen Frauen von den Sozialdemokratinnen.
Die rechtliche Situation bedingte, dass das Frauenwahlrecht in Deutschland bis in die 1890er Jahre offen und direkt nur von einzelnen Persönlichkeiten, aber nicht von Organisationen gefordert wurde. 1869 kritisierten der britische Philosoph John Stuart Mill und seine Stieftochter Helen Taylor in ihrem Buch The Subjection of Women scharf die rechtliche Unterwerfung des weiblichen unter das männliche Geschlecht und forderten die vollkommene Gleichheit. Die noch im gleichen Jahr erschienene Übersetzung Die Hörigkeit der Frau von Jenny Hirsch machte die Forderung nach dem Frauenwahlrecht in Deutschland erstmals in der breiten Öffentlichkeit bekannt. 1876 veröffentlichte die Schriftstellerin Hedwig Dohm das Plädoyer Der Frauen Natur und Recht, in dem sie das Frauenstimmrecht als ein den Frauen „natürlich zukommendes Recht“ einforderte. Sie gestand keine sachlichen Gründe zu, das Wahlrecht auf Männer zu beschränken. Sie räumte zwar ein, dass die Gesellschaft ein natürliches politisches Recht einschränken könnte, wenn „dieses Recht sich als unvereinbar erwiese mit der Wohlfahrt des Staatslebens“. Doch forderte sie Beweise für einen solchen „Antagonismus zwischen Staatsleben und Frauenrechten“. Ohne solche Beweise seien die Berechtigung und Notwendigkeit eines allgemeinen Frauenstimmrechts gegeben.

## Frühe Phase der Stimmrechtsbewegung bis 1902
Mitte der 1890er Jahre formierte sich – ausgelöst durch die sogenannte Umsturzvorlage – der Widerstand gegen das Vereinsrecht. Mit der Vorlage wurde die Handhabung der Vereinsgesetze in Preußen und Bayern verschärft, was von den Polizeibehörden zu Schikanen gegen die Arbeiterinnenvereine genutzt wurde. Selbst gewerkschaftliche Zusammenkünfte und kulturelle Veranstaltungen wurden als politische Aktionen gewertet und die Aktivistinnen strafrechtlich verfolgt. Clara Zetkin startete 1895 in der sozialdemokratischen Gleichheit eine Kampagne gegen die Polizeiwillkür. Im selben Jahr stellte die SPD-Fraktion im Reichstag einen Antrag zum Frauenstimmrecht, der von August Bebel in einer vielbeachteten Rede vertreten wurde. Schon 1891 hatte die deutsche Sozialdemokratie die Forderung nach dem Frauenwahlrecht in ihr Parteiprogramm aufgenommen.
Auch die bürgerlichen Frauenrechtlerinnen engagierten sich gegen die rigiden Vereinsgesetze. Die Frauenvereine legten von 1895 bis 1907 insgesamt zehn entsprechende Petitionen vor, mit denen die Frauen mobilisiert werden sollten. Doch der Erfolg ließ auf sich warten. 1894 forderten die Frauenrechtlerinnen Helene Lange und Lily von Gyzicki (später bekannt als Lily Braun) erstmals in öffentlichen Reden das Frauenwahlrecht und publizierten ihre Gedankengänge im Anschluss. In zahlreichen Veröffentlichungen in den Zeitschriften der Frauenbewegung und im Rahmen vieler Vorträge wurde die Debatte zum Frauenwahlrecht geführt. Dies galt sowohl für alle Flügel der bürgerlichen als auch für die proletarische Frauenbewegung. Die Frauenstimmrechtsfrage war damit im Deutschen Reich auf der politischen Agenda angekommen.
Auch die internationalen Kontakte, die sich aufgrund der seit 1878 stattfindenden internationalen Frauenkongresse immer weiter verstärkten, trugen dazu bei, dass das Frauenstimmrecht in Deutschland gefordert wurde. So inspirierte die Einführung des Frauenwahlrechts im letzten Drittel des 19. Jahrhunderts in einzelnen Ländern und Staaten (z. B. 1869 in Wyoming, 1881 auf der britischen Isle of Man, 1893 in Neuseeland, 1894 in Südaustralien) die Frauenbewegungen in anderen Ländern, darunter die deutsche. Über sämtliche Formen der politischen Teilhabe von Frauen im Ausland wurde in der bürgerlichen Frauenbewegungspresse wie in der Gleichheit intensiv berichtet.

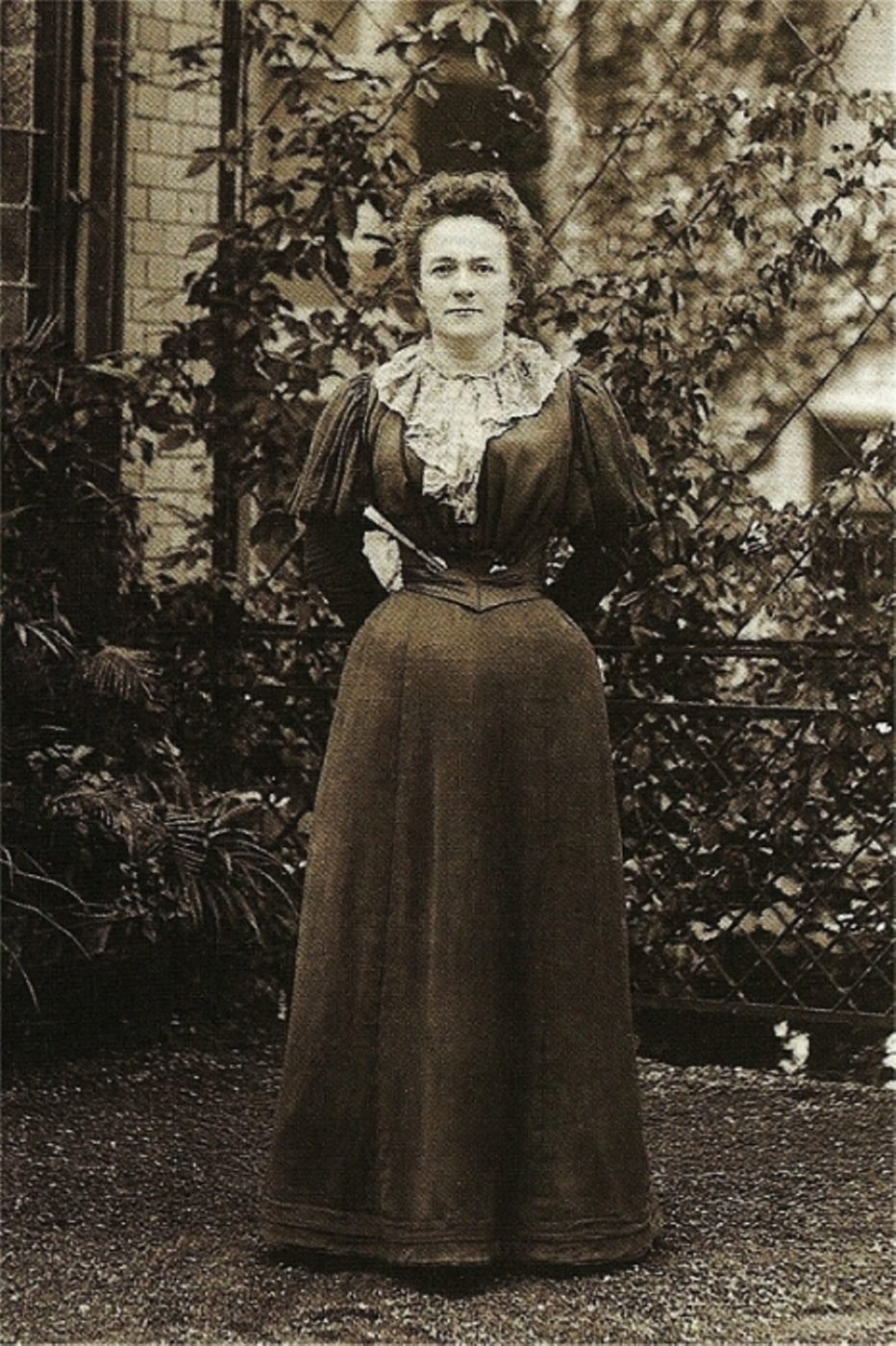
Clara Zetkin 1897

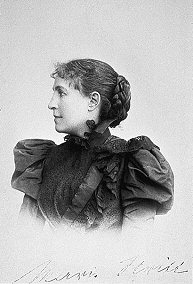
Marie Stritt 1890

1893 besuchten vier Delegierte deutscher Frauenvereine den ersten International Congress of Women des 1888 gegründeten International Council of Women (ICW), der parallel zur Weltausstellung in Chicago stattfand. Dabei lernten sie die Dachorganisation der amerikanischen Frauenvereine (National Council of Women) kennen und warben nach ihrer Rückkehr dafür, die deutschen Frauenvereine in gleicher Weise zusammenzuschließen, um mehr Aufmerksamkeit für gemeinsame Forderungen zu erhalten. Unter Federführung des Lette-Vereins und Anna Schepeler-Lettes wurde 1894 der Bund Deutscher Frauenvereine (BDF) als Dachverband der bürgerlichen Frauenvereine gegründet. Neben dem Lette-Verein waren der ADF, der Allgemeine Deutsche Lehrerinnenverein (ADLV), der Verein Frauenwohl, der Kaufmännisch-gewerbliche Hilfsverein für weibliche Angestellte Berlin und der Verein Jugendschutz die wichtigsten Gründungsvereine. Auguste Schmidt vom ADLV wurde die erste Vorsitzende des BDF. 1897 wurde der BDF als dritter nationaler Dachverband Mitglied im ICW.
Der BDF definierte sich als „gemeinnützig“ in Abgrenzung zu „politisch“ und lehnte in der Gründungsversammlung mit dieser Begründung die Aufnahme sozialdemokratischer Arbeiterinnenvereine ab. Eine Minderheit, darunter Minna Cauer und weitere Frauen des Vereins Frauenwohl, hatte sich gegen diese Abgrenzung ausgesprochen. Die Führerinnen der proletarischen Frauenbewegung, allen voran Clara Zetkin, lehnten ihrerseits eine Zusammenarbeit ab und verfolgten einen Kurs der „reinlichen Scheidung“ zwischen proletarischer und bürgerlicher Frauenbewegung. Die Interessen der proletarischen und der bürgerlichen Frauen seien unvereinbar. Als 1895 die bürgerliche Frauenbewegung im SPD-Presseorgan Vorwärts bei Frauen aller Parteien und Klassen um Unterschriften für eine Petition für eine Reform des Vereinsrechtes warb, veranlasste dies Zetkin zum Gegenaufruf „Dieser Petition keine proletarische Unterschrift!“. Zetkin wollte ihren Einfluss wahren und die Konkurrenz aus dem bürgerlichen Frauenlager abwehren.
In den Jahren ab 1895 arbeiteten Minna Cauer, Anita Augspurg und Marie Stritt eng zusammen, um den BDF für ihre neuen Ideen zu gewinnen. 1896 überzeugten sie den BDF, eine Kampagne (von der Presse als „Frauen-Landsturm“ verspottet) gegen den Entwurf für das neue Bürgerliche Gesetzbuch (BGB) zu führen. Der Entwurf wie auch die schließlich beschlossene Fassung benachteiligte Frauen stark. Im Juni 1896 hielten Cauer und Augspurg in Berlin eine öffentliche Versammlung gegen den Plan ab, an dem 3.000 Personen teilnahmen und bei der eine Resolution gegen das einseitige „Männerrecht“ verabschiedet wurde, die schließlich 25.000 Unterschriften erhielt. Bei der zweiten Lesung im Reichstag wurde ein von Marie Stritt scharf und emotional formuliertes Flugblatt verteilt, für das der Spottname „Frauen-Landsturm“ stolz übernommen worden war. Das BGB wurde trotzdem ratifiziert, aber die durchgeführte Massenversammlung und der bis dahin unbekannte radikale Tonfall stellten eine neue Agitationsstufe für die deutsche Frauenbewegung dar.
1897 plädierte Augspurg erstmals für das Frauenwahlrecht. Dies führte innerhalb des Vereins Frauenwohl zu einer ersten „offenen und rückhaltlosen“ Diskussion über das politische Stimmrecht.

### Radikaler und gemäßigter Flügel der Frauenbewegung

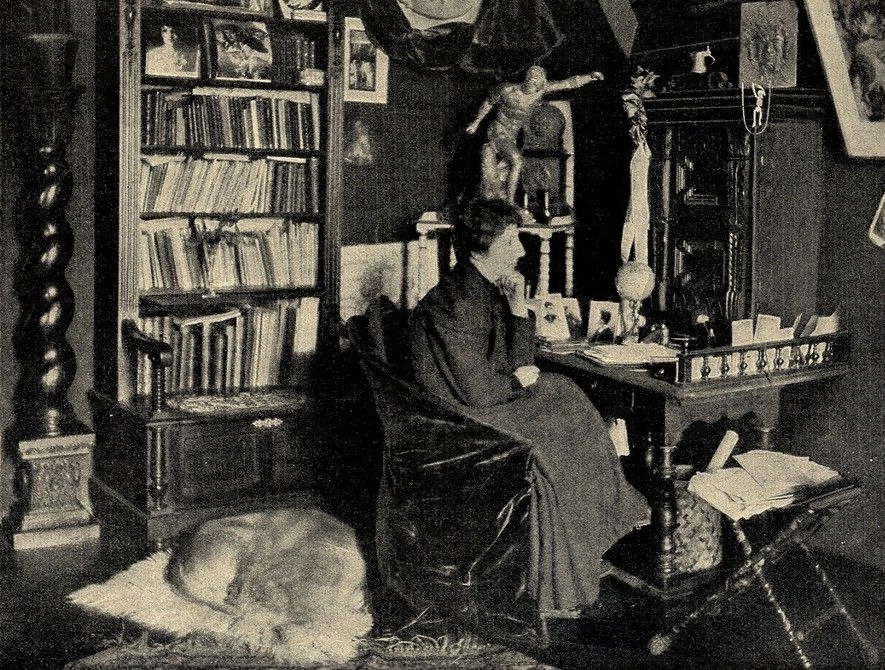
Anita Augspurg in ihrem Arbeitszimmer, Aufnahme für Die Woche 1899

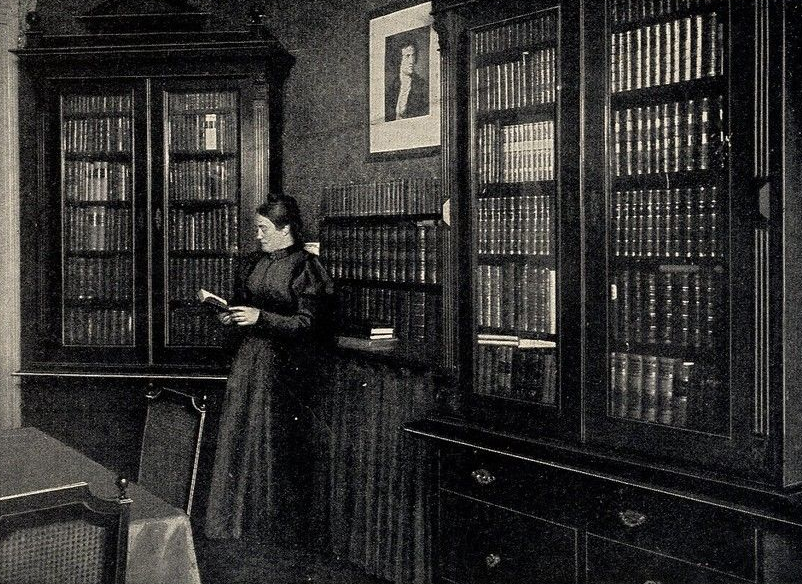
Helene Lange in ihrer Bibliothek, Aufnahme für Die Woche 1899

Um 1898/99 kam es innerhalb der bürgerlichen Frauenbewegung zu einem Zerwürfnis, das sich vordergründig am Umgang mit dem Thema Prostitution, grundsätzlicher jedoch an Fragen des Vorgehens und der Organisationsform des BDF entzündete. Anita Augspurg, Minna Cauer, Lida Gustava Heymann und andere befürworteten ein kritischeres, stärker programmatisches Vorgehen als die eher pragmatische Mehrheit um Helene Lange und später Gertrud Bäumer. Hanna Bieber-Böhm, die führende Figur der deutschen Sittlichkeitsbewegung, hatte sich ab Ende der 1880er Jahre für den Kampf gegen die Prostitution eingesetzt und die Behandlung des als peinlich empfundenen Themas im BDF durchgesetzt. Ihr moralisch geprägter Ansatz setzte auf die Bestrafung der Prostitution. Zehn Jahre später forderten neue Aktivistinnen wie Anna Pappritz und Katharina Scheven dagegen – inspiriert von den britischen Abolitionistinnen –, alle nur Frauen betreffenden Sonderbestimmungen abzuschaffen. Ihr Fokus lag auf der Bekämpfung der Geschlechtskrankheiten, sie plädierten für Aufklärung und einfach zugängliche und kostenlose ärztliche Behandlung.
Bei der BDF-Generalversammlung 1898 forderten Augspurg und Cauer den Wechsel zu einem abolitionistischen Vorgehen beim Kampf gegen die Prostitution sowie ein politisches Engagement der Frauenbewegung. Diesen Positionen schloss sich nur eine Minderheit in der Frauenbewegung an, die sich von da an selbst als „radikal“ beschrieb. Die frisch gewählte neue Vorsitzende des BDF, Marie Stritt, mit der Augspurg im Verein Frauenbildungsreform in München jahrelang zusammengearbeitet hatte, stellte sich auf die Seite der Mehrheit, fortan als die Gemäßigten bezeichnet, was Augspurg ihr nie verzieh.

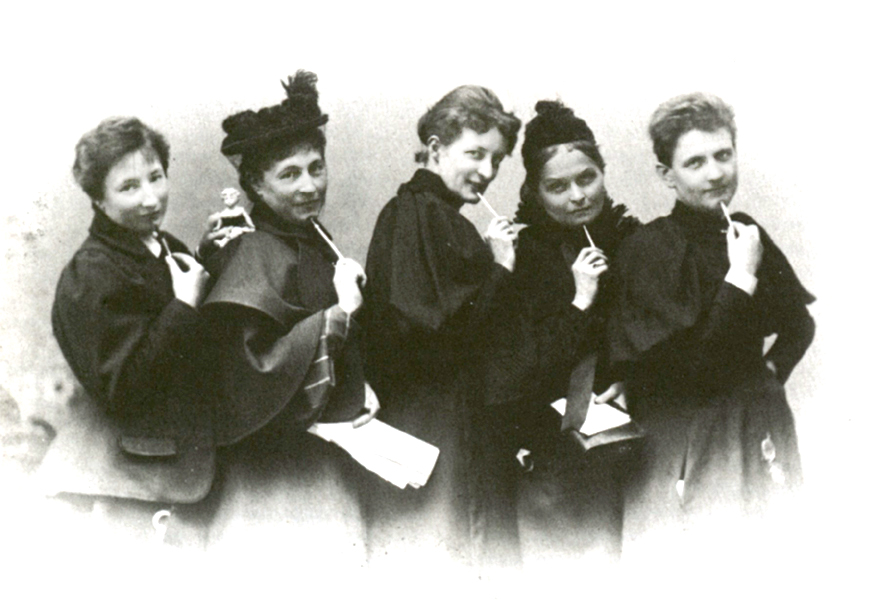
Frauenbewegte Freundinnen 1896: Anita Augspurg, Marie Stritt, Lily von Gizycki (später Braun), Minna Cauer, Sophia Goudstikker (von links)

Da sie sich im BDF nicht durchsetzen konnten, initiierten Augspurg und Cauer bei der nächsten öffentlichen Delegiertenversammlung des Vereins Frauenwohl die Gründung des Verbandes fortschrittlicher Frauenvereine, der die Trennung zwischen Arbeiterinnen und bürgerlichen Frauen ablehnte und sich zu der Forderung nach dem Frauenstimmrecht bekannte. Der neue Verband richtete entsprechend Arbeiterinnenausschüsse in jedem Verein ein, deren Erfolg aber durch das „Sendungsbewusstsein“ und den „automatischen“ Führungsanspruch der bürgerlichen Frauen gegenüber den Arbeiterinnen behindert wurde.
Die ältere historische Forschung hat unreflektiert die Zuschreibung radikal/gemäßigt und die Selbstdarstellung als Avantgarde, wie in Veröffentlichungen der Radikalen um Cauer und Augspurg immer wieder postuliert, übernommen und fortgeschrieben. So wurde zum Beispiel die „Krone-Metapher“ immer wieder kolportiert, obwohl keine der Gemäßigten nach 1890 diese Aussage so gemacht hatte:

„Der prinzipielle Unterschied läßt sich darin ausdrücken: Die Radikalen sehen das Frauenstimmrecht als die Wurzel der Frauenbewegung an, die Gemäßigten betrachten es als ein fernes Ziel, als die Krone am Baum der Frauenbewegung, die sich die Frauen durch ihre gemeinnützige Arbeit, durch kommunale Tätigkeit, durch bessere Erziehung und Ausbildung erst verdienen müßten […]“

Neuere Analysen der Historikerinnen Gisela Bock, Angelika Schaser und Kerstin Wolff haben jedoch gezeigt, dass sich die Flügel weder in der Argumentation noch in der Taktik signifikant unterschieden. Die Wahlrechtsforderung kam in beiden Flügeln der deutschen Frauenbewegung gleichzeitig auf. In den Jahren 1894 bis 1898 und bis 1902 ging es den Vertreterinnen beider Flügel vor allem darum, für diese Forderung eine breite Unterstützung bei den Frauen zu bekommen. Dabei verwendeten sowohl radikale als auch gemäßigte Frauenrechtlerinnen Formulierungen, die das Frauenstimmrecht als „letztes Ziel“ beschrieben (z. B. 1897 Augspurg, 1899 Helene Lange). Die faktischen Unterschiede waren also marginal, trotzdem – wie Susanne Kinnebrock betont hat – zeigte die Zuordnung von Personen und Positionen zu den unterschiedlichen Flügeln Wirkung, da sie im Bewusstsein der führenden Akteurinnen fest verankert war.
Die Polarisierung innerhalb der Frauenbewegung führte zu einer informellen Arbeitsteilung der beiden Flügel. Die radikalen Frauenrechtlerinnen beschränkten sich eher auf Propaganda („Agitations-Fachfrauen“), wogegen die gemäßigten Frauenrechtlerinnen und Vereine die praktische Arbeit machten. So kam es, dass etliche Radikale, die auch an praktischer Arbeit interessiert waren, sich mehr und mehr in gemäßigten Vereinen engagierten und so schließlich zum anderen Flügel gezählt wurden (z. B. Anna Pappritz).

### Zeitschriften der frühen Phase
1895 gab Minna Cauer mit Unterstützung von Lily von Gizycki (später Lily Braun) eine neue Zeitschrift, Die Frauenbewegung, heraus, die sich zum Sprachrohr für den sich formierenden „radikalen“ Teil der Frauenbewegung entwickelte. Schon 1895 wurde in der Frauenbewegung eine Kontroverse um das Frauenstimmrecht zwischen Georg von Gizycki und Henriette Goldschmidt veröffentlicht. Nachdem sich Lily von Gizycki aus der Redaktion zurückgezogen und in der SPD engagiert hatte, übernahm Anita Augspurg ihre Stelle. Ab 1899 wurde Die Frauenbewegung durch die von Augspurg redigierte Beilage Parlamentarische Angelegenheiten und Gesetzgebung erweitert.

## Frühe Organisationsphase bis 1907

### Gründung des Deutschen Vereins für Frauenstimmrecht 1902

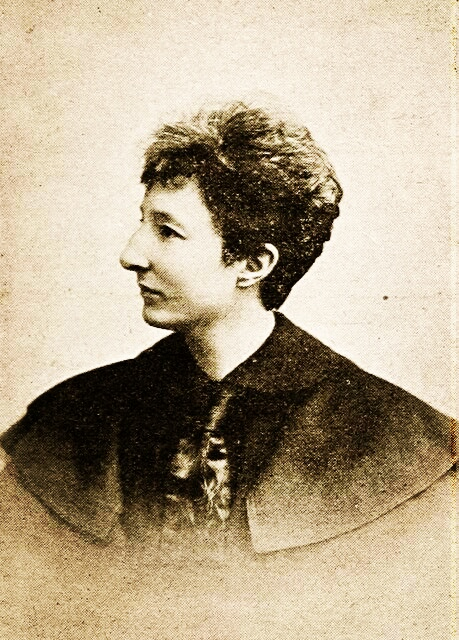
Anita Augspurg

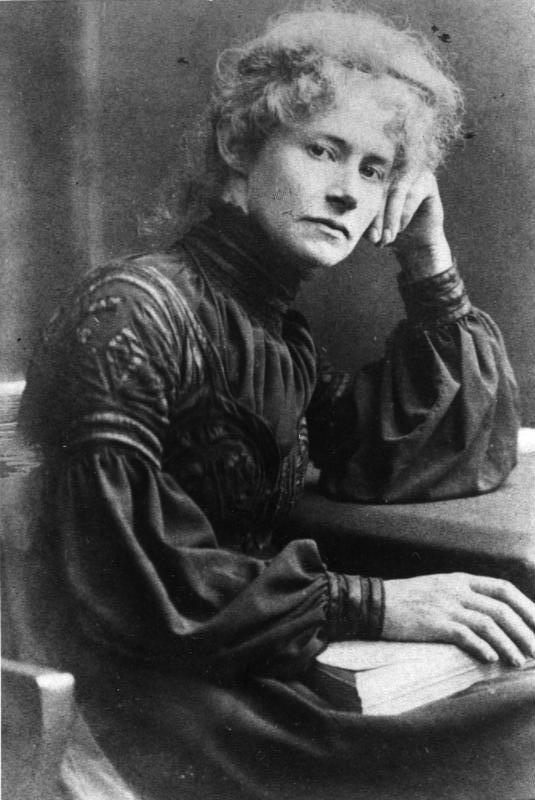
Lida Gustava Heymann

Der direkte Anlass für die Gründung der ersten deutschen Stimmrechtsorganisation war die Erste Internationale Frauenstimmrechtskonferenz, die im Februar 1902 in Washington, D.C. stattfand. Der International Council of Women setzte sich nicht für das Frauenstimmrecht ein, deshalb strebten führende internationale Frauenrechtlerinnen, darunter Anita Augspurg und Lida Gustava Heymann, seit dem dritten International Congress of Women des ICW 1899 in London einen zusätzlichen internationalen Verband an. Da die bestehenden deutschen Frauenorganisationen einschließlich des Dachverbands BDF noch zögerten, das Frauenstimmrecht zu fordern, konnten keine deutschen Delegierten nach Washington entsandt werden.
Augspurg schlug vor, den Sitz eines deutschen Frauenstimmrechtsvereins in einen der deutschen Staaten zu verlegen, dessen Vereinsgesetz – anders als das preußische – die Beteiligung von Frauen an einem Verein mit politischer Ausrichtung nicht explizit unterband. Die Frauen der anderen deutschen Bundesstaaten konnten Mitglied werden, dies war vereinsrechtlich nicht unterbunden. Entsprechend gründeten führende Mitglieder des Verbandes fortschrittlicher Frauenvereine kurzentschlossen den Deutschen Verein für Frauenstimmrecht, dessen Ziel es war, den deutschen Frauen die Ausübung ihrer politischen Rechte zu sichern. Neben Augspurg und Heymann, die Vorsitzende und Vizevorsitzende wurden, gehörten zu den Gründungsmitgliedern Minna Cauer, Charlotte Engel-Reimers, Agnes Hacker, Käthe Schirmacher, Helene Stöcker und Adelheid von Welczeck (insgesamt waren es 13 Gründungsmitglieder). Weitere bekannte Frauenrechtlerinnen traten in den nächsten Monaten ein, darunter Marie Raschke, Anna Pappritz und Marie Stritt. Auch der Hamburger Frauenwohl-Verein trat geschlossen bei. Augspurg konnte im Namen des Vereins eine Grußadresse zur internationalen Frauenstimmrechtskonferenz telegraphieren.
Über die Vereinsgründung wurde in der Presse breit und nicht nur ablehnend berichtet. Insbesondere Teile der liberalen Presse (Neue Hamburger Zeitung und Frankfurter Zeitung) begrüßten die neue Organisation. Während die konservativen und anti-semitischen Blätter und die Provinzzeitungen der Stimmrechtsbewegung unterstellten, den Sozialismus zu fördern, unterstützten die liberalen nationalen Zeitungen bald die Stimmrechtsaktivistinnen. Sie beauftragten zudem führende Frauenrechtlerinnen, regelmäßig Artikel zur Frauenbewegung zu schreiben.
Mit der Vereinsmitgliedschaft, deren Pflichtjahresbeitrag mit drei Mark bewusst niedrig gehalten wurde, war die unentgeltliche Lieferung der Zeitschrift Die Frauenbewegung verbunden. Schon im Gründungsjahr konnte ein erster Erfolg gefeiert werden, 35 Frauen des neuen Stimmrechtsvereins erhielten eine Audienz bei Reichskanzler Bernhard von Bülow und konnten dort ihre Forderungen vortragen. Im Vordergrund stand vor allem die Änderung der Vereinsgesetze.
Ende 1902 verabschiedete der BDF schließlich eine eingebrachte Resolution zum Frauenwahlrecht und stellte sich damit hinter die Stimmrechtsforderung:

„Es ist dringend zu wünschen, daß die Bundesvereine das Verständnis für den Gedanken des Frauenstimmrechts nach Kräften fördern, weil alle Bestrebungen des Bundes erst durch das Frauenstimmrecht des dauernden Erfolges sicher sind.“

Da mit der Resolution aus seiner Sicht eine gemeinsame Basis geschaffen war, trat der Stimmrechtsverein 1903 dem BDF bei. Auch der größte und einflussreichste Verband des BDF, der Allgemeine Deutsche Frauenverein (ADF), nahm 1905 die Forderung nach dem Frauenwahlrecht in sein Programm auf.

### Zweite Internationale Frauenstimmrechtskonferenz 1904 in Berlin

Über den ICW-Kongress wurde in Deutschland breit berichtet. Die Berliner Illustrirte Zeitung zeigte die BDF-Präsidentin Marie Stritt prominent auf ihrem Titelblatt.

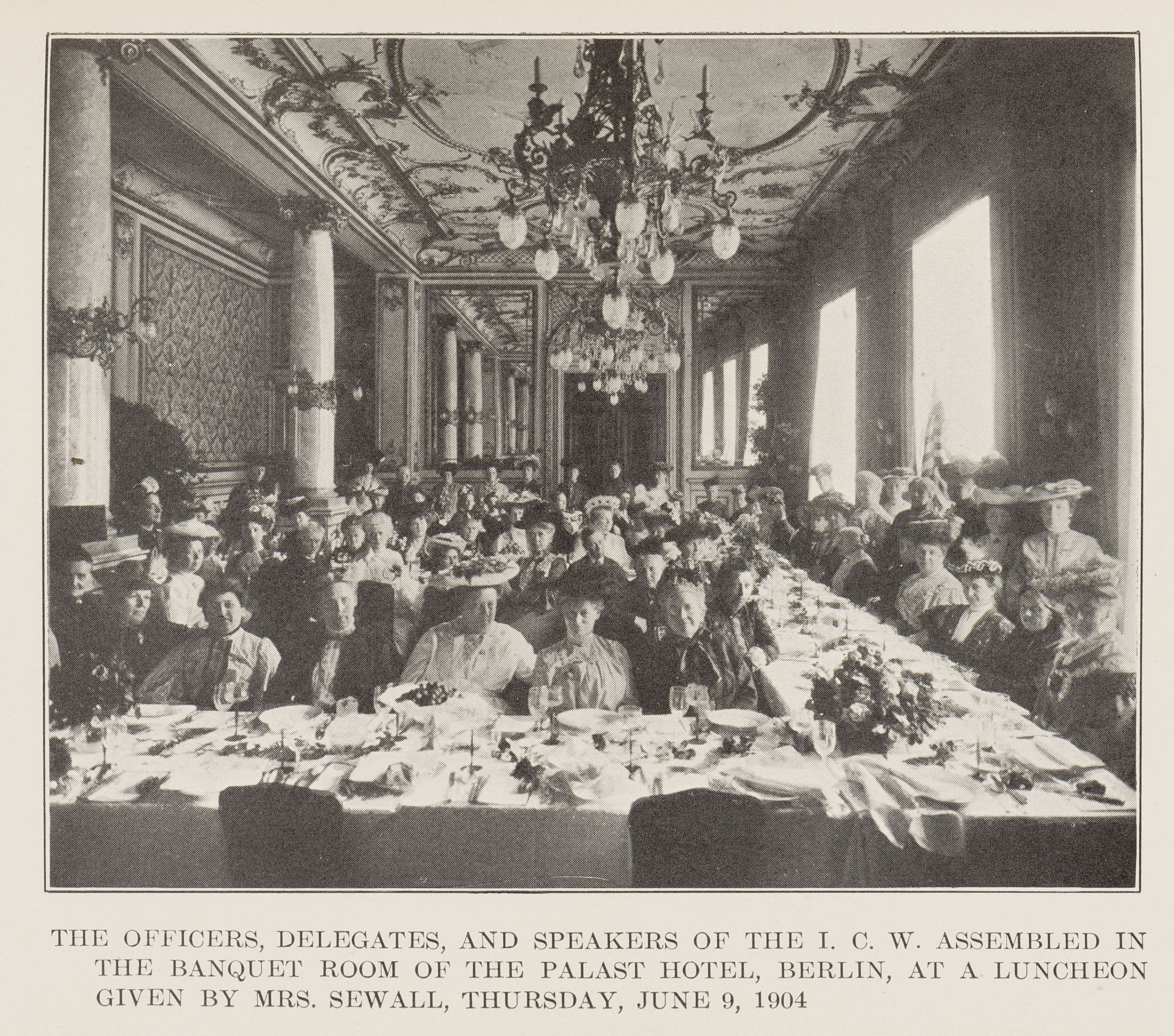
Lunch-Treffen der Teilnehmerinnen des ICW-Kongresses 1904

1904 fand in Berlin die Zweite Internationale Frauenstimmrechtskonferenz mit dem Ziel statt, den internationalen Frauenstimmrechtsverband zu gründen. Ort und Zeit der zweiten Stimmrechtskonferenz ergaben sich, weil der International Congress of Women des ICW 1904 auf Einladung des BDF in Berlin tagte und so der organisatorische Aufwand für eine internationale Frauenstimmrechtskonferenz reduziert war. Das vorbereitende Komitee bestand aus der Pionierin der US-amerikanischen Frauenrechtsbewegung Susan B. Anthony (Vorsitzende), Anita Augspurg (2. Vorsitzende), der Engländerin Florence Fenwick Miller (Schatzmeisterin) und der Amerikanerin Carrie Chapman Catt (Sekretariat). Die Organisation vor Ort lag in den Händen von Vertreterinnen des Verbands fortschrittlicher Frauenvereine, Minna Cauer, Anita Augspurg, Lida Gustava Heymann und Else Lüders.
Die Stimmrechtskonferenz fand eine Woche vor dem ICW-Kongress statt und zog einen Gutteil der Berichterstattung auf sich. Auf der Konferenz wurde der Gründungsakt für die International Woman Suffrage Alliance (IWSA) vollzogen und Catt und Augspurg als Präsidentin und Vizepräsidentin des neuen internationalen Bunds gewählt.

### Umwandlung in Dachverband 1904
Der IWSA nahm nur nationale Dachverbände auf. Entsprechend wurde der deutsche Stimmrechtsverein nach der Konferenz in einen Verband namens Deutscher Verband für Frauenstimmrecht (mit Zweigvereinen und Ortsgruppen) umgewandelt. Bis zu dieser Umwandlung waren nur Einzelmitgliedschaften im Stimmrechtsverein möglich gewesen. Danach konnten auch korporative Mitglieder aufgenommen werden. 1904 gründeten sich drei Ortsvereine und traten dem Verband bei – in Hamburg unter Führung von Martha Zietz und Lida Gustava Heymann, in Bremen unter Führung von Luise Koch und in Frankfurt am Main unter Führung von Helene Lewison. Wo die Vereinsgesetze die formelle Gründung von Ortsgruppen unterbanden, baute der Verband ein Netz von Vertrauenspersonen auf, die die Verbindung zwischen dem Vorstand und den Einzelmitgliedern in den Städten herstellte.
Ab 1906 initiierte der Dachverband verstärkt die Gründung von Landesvereinen. In Baden, Mitteldeutschland, Sachsen und Württemberg entstanden entsprechende Stimmrechtsvereine. Für Preußen wurde ein Landesausschuss gegründet, der nach der Liberalisierung der Vereinsgesetze 1908 in einen Landesverein umbenannt wurde. Landesvereine in Hessen, Bayern, Mecklenburg, Schlesien und Oldenburg kamen hinzu. 1907/08 hatte der Verband knapp 2500 Mitglieder in 7 Landes- und 19 Ortsvereinen, mehr als 200 Männer waren ebenfalls Mitglied.

### Aktivitäten der Stimmrechtsvereine 1902–1907
Schon ab 1902 warben die Vorstandsmitglieder mit Vortragsreisen für das Frauenwahlrecht. Häufige und beliebte Rednerinnen waren Martha Zietz, Maria Lischnewska, Anita Augspurg, Adelheid von Welczeck und Lida Gustava Heymann. Die ersten Versammlungen wurden im Februar 1902 in Hamburg und Berlin vor teils mehr als 1000 Besuchern abgehalten. Die Vorträge platzierten das Thema in vielen deutschen Städten, was zu Beitritten von Einzelmitgliedern und zu Gründungen von Ortsvereinen im gesamten Reichsgebiet führte.

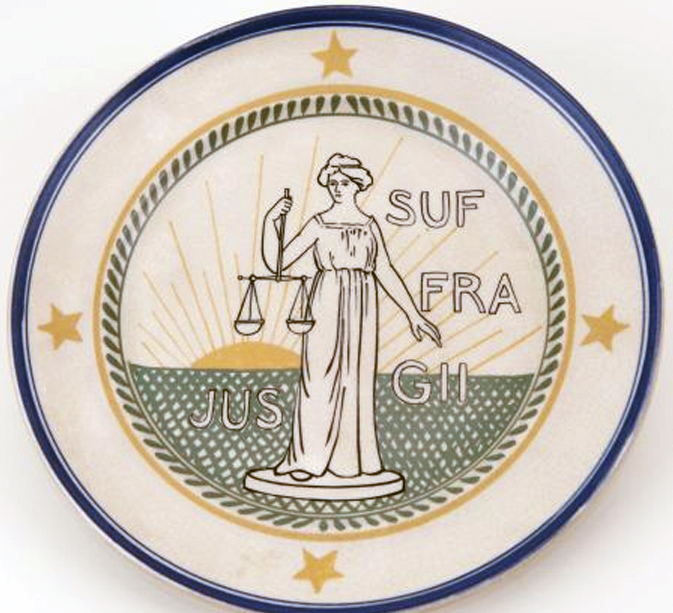
Steingutplatte mit Symbol und Motto der International Woman Suffrage Alliance (IWSA)

Zu den Aktivitäten der einzelnen Mitgliedsvereine gehörten vielfältige Mobilisierungs- und Aktionsformen: neben öffentlichen Versammlungen regelmäßige Diskussionsabende von Arbeitsausschüssen, die Gründung eines parlamentarischen Komitees, die Erstellung eines Arbeitsplans zu Wahlagitation, die Veröffentlichung und Verteilung von Aufrufen und Flugblättern, die Erarbeitung von Denkschriften und Petitionen, u. a. Bei den öffentlichen Versammlungen sprachen prominente Wortführerinnen der Stimmrechtsbewegungen, aber auch englische Suffragetten, deren Reden besonders großen Zuspruch fanden. Inhaltlich behandelten die zahlreichen Artikel in der Bewegungspresse weniger die Berechtigung der Frauenstimmrechtsforderung als in der Zeit vor 1902. Stattdessen fokussierten sie auf die Diskussion über die direkte Teilnahme von Frauen und Frauenbewegung an der Politik.
Der Stimmrechtsverband druckte Stimmrechtsmarken und -postkarten und verbreitete sie als Werbe- und Finanzierungsmittel. Die Mitglieder wurden aufgefordert, das Stimmrechtszeichen der International Woman Suffrage Alliance zu tragen, das von allen nationalen Verbänden als Erkennungs- und Bekenntnissymbol übernommen worden war.
Der Verband reichte Petitionen zum Vereinsrecht, zur Neuregelung der Wahlkreiseinteilung und zu Mitbestimmungsrechten im beruflichen Bereich ein. Ab 1905 bemühten sich die Mitglieder verstärkt um die Neubelebung der kommunalen Wahlrechte von Frauen. Um zu zeigen, dass „die Frauen politischer Rechte würdig sind“, engagierten sich die Mitglieder bei der Vorbereitung auf Wahlen, wie beispielsweise bei den Reichstagswahlen 1904 und 1908 und bei den Bürgerschaftswahlen in Hamburg. Dabei gab es immer das Problem, Kandidaten oder Parteien zu finden, die die Forderung nach dem Frauenwahlrecht unterstützten. Oftmals investierten die Frauen viel Energie in den Wahlkampf eines Kandidaten einer links-liberalen Partei, doch die Gegenleistung, die Aufnahme der Forderung nach dem Frauenwahlrecht in das Parteiprogramm, blieb nach erfolgreicher Wahl trotzdem aus. Ein Beispiel war die erfolgreiche Wahlkampagne für den Kandidaten Rudolf Oeser der Deutschen Volkspartei 1907 in Frankfurt am Main, die zum größten Teil in den Händen von Vertreterinnen des Frankfurter Stimmrechtsvereins lag.

### Verankerung der Forderung nach dem demokratischen Wahlrecht in der Satzung 1907
In Reaktion auf den Vorwurf der Sozialdemokraten, sie seien die einzigen, die sich für das allgemeine und gleiche Wahlrecht einsetzten, präzisierte der Stimmrechtsverband 1907 auf seiner zweiten Generalversammlung, was er unter politischer Gleichberechtigung verstand:

„Der Verband vertritt keine politische Partei, ebensowenig eine Partei oder Richtung innerhalb der Frauenbewegung. Der Verband erstrebt das allgemeine, gleiche, direkte und geheime Wahlrecht für beide Geschlechter zu den gesetzgebenden Körperschaften und den Organen der Selbstverwaltung.“

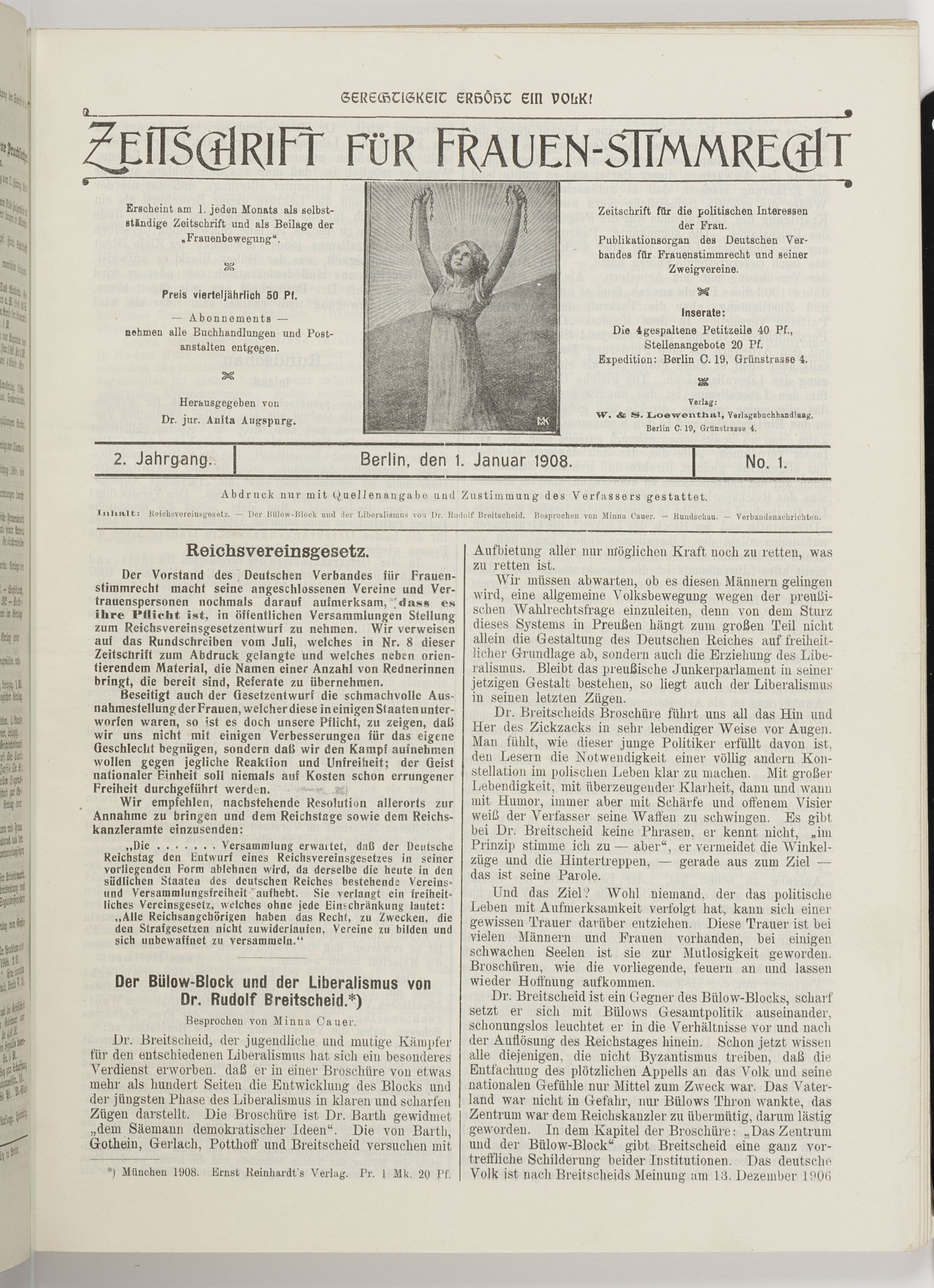
Zeitschrift für Frauenstimmrecht vom 1. Januar 1908 mit Artikel zum Reichsvereinsgesetz

Die Klarstellung in § 3 der Verbandssatzung führte zu einer mehrjährigen Auseinandersetzung. Der Paragraph enthielt für die damaligen Zeitgenossen einen Widerspruch, da das allgemeine und gleiche Wahlrecht für Männer nur von einem Teil des Parteienspektrums gefordert wurde, nämlich der Sozialdemokratie und der radikal-liberalen Demokratischen Vereinigung.
Im preußischen Landesausschuss für Frauenstimmrecht des Verbands (ab 1908 ein Landesverein) formierte sich um Maria Lischnewska Widerstand gegen die nun klar formulierte Position des Verbands. Das allgemeine und gleiche Wahlrecht sollte erst gefordert werden, wenn die Liberalen so stark geworden waren, dass im preußischen Landtag Sozialdemokratie und Zentrum gemeinsam nicht die Mehrheit bilden würden. Lischnewska warf Augspurg vor, dass ihre Anschauungen zu sehr denen der „Sozialdemokratie älterer Richtung“ entsprechen würden.
Nach der Gründung hatte der Stimmrechtsverband zunächst die Zeitschrift Die Frauenbewegung als Verbandsorgan genutzt. Mit Verweis auf die partei-politische Neutralität wurde bei der zweiten Generalversammlung 1907 entschieden, dass die Frauenbewegung nicht mehr diese Funktion haben könnte, da sie die radikale Richtung der Frauenbewegung vertrete. Stattdessen rief der Verband die Zeitschrift für Frauenstimmrecht ins Leben, die sowohl als eigenständige Zeitschrift als auch als monatliche Beilage der Frauenbewegung erschien und von Augspurg redigiert wurde. Das Motto der Zeitschrift war „Gerechtigkeit erhöht ein Volk“. Das Titelblatt zeigte eine allegorische Darstellung des Kampfes um das Stimmrecht, bei der vor der aufsteigenden Sonne eine Frauengestalt triumphierend eine zerbrochene Kette in die Höhe hielt. Obwohl Augspurg die Gründung der Zeitschrift als „ersten Meilenstein“ des Schaffens der Stimmrechtsbewegung in Deutschland bezeichnete, trat sie als Autorin in der Zeitschrift kaum in Erscheinung.

### Erste internationale Konferenz sozialistischer Frauen

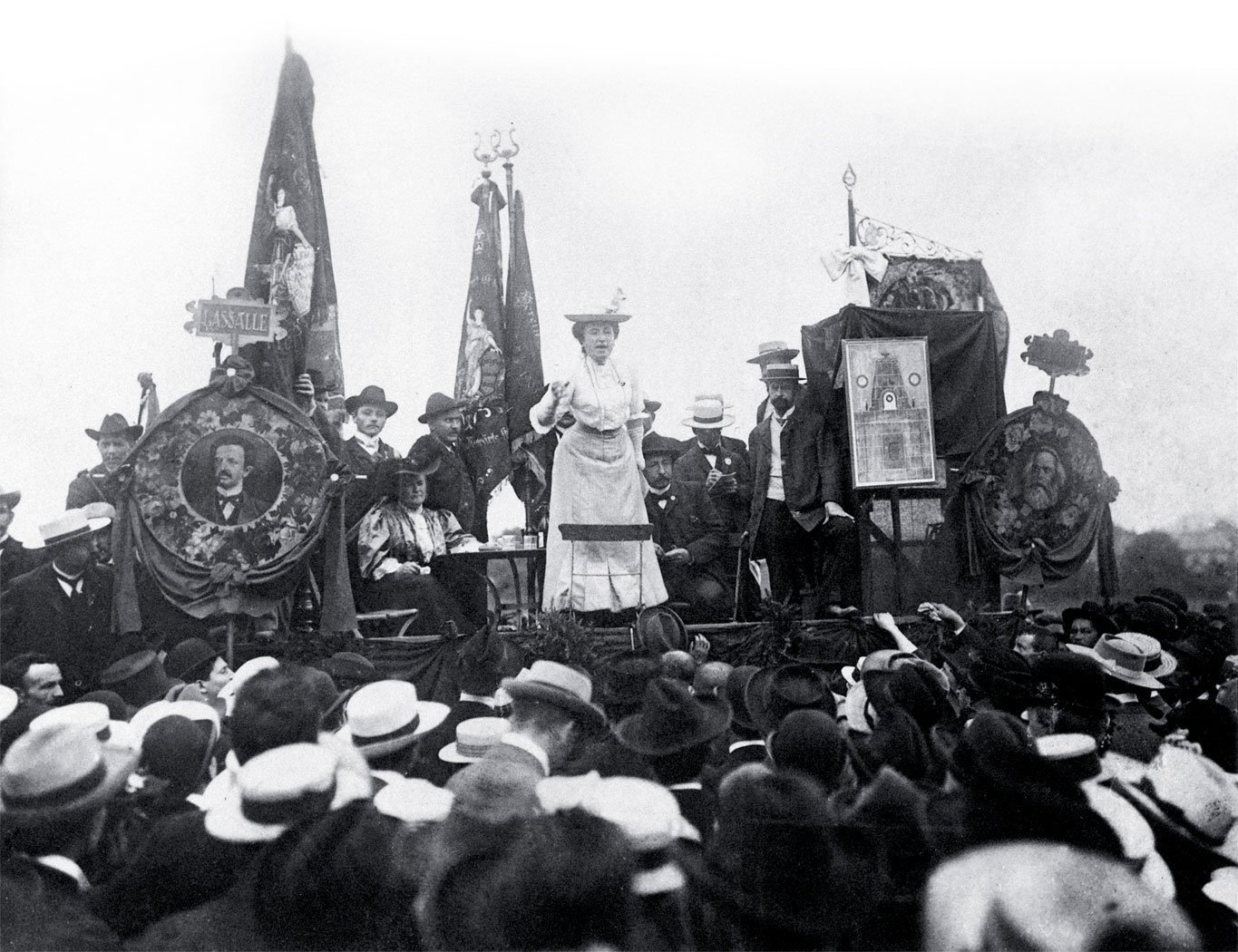
Rosa Luxemburg spricht bei der internationalen sozialistischen Frauenkonferenz in Stuttgart

1903 begannen die sozialdemokratischen Frauen mit der Propaganda für das Frauenwahlrecht. Auf dem Dresdner SPD-Parteitag stellten sie erfolgreich den Antrag, dass in allen Fällen, in denen die Partei das allgemeine, geheime, gleiche und direkte Wahlrecht forderte, das Frauenwahlrecht explizit eingeschlossen und „mit allem Nachdruck“ gefordert werden müsse. Allerdings konnten wegen des Verbots des politischen Engagements für Frauen durch die Vereinsgesetze die proletarischen Frauen nicht der SPD beitreten. Die Organisation beruhte daher auf sogenannten Vertrauensfrauen, die von den lokalen Frauengruppen gewählt und von den SPD-Ortsvorständen als Repräsentantinnen für die Frauen akzeptiert wurden. Bis 1908 wurden 407 solche Vertrauensfrauen gewählt. Im Rahmen von sozialistischen Bildungsvereinen wurde versucht, die Arbeiterinnen für die gewerkschaftliche und politische Arbeit zu gewinnen. 1907 gab es 94 derartige Vereine mit mehr als 10.000 Mitgliedern.
1907 fand in Stuttgart, initiiert von den deutschen Sozialistinnen, die erste internationale Konferenz sozialistischer Frauen statt, mit der eine relativ unabhängige sozialistische Frauenbewegung entstand. Schon bei der Eröffnung machte Ottilie Baader klar, dass das Frauenstimmrecht eine zentrale Forderung der Sozialistinnen war: „Ich begrüße alle Mitkämpferinnen, die gekommen sind, um die unentbehrlichste Waffe für uns, das Frauenstimmrecht, mit erobern zu helfen.“ Auch Clara Zetkin forderte in ihrer im Vorfeld veröffentlichten Rede das Frauenwahlrecht. Nach kontroverser Diskussion verpflichteten sich die sozialistischen Parteien aller Länder, sich energisch für die Einführung des uneingeschränkten allgemeinen Frauenwahlrechts einzusetzen und gemeinsame Aktionen zu entwickeln. Dazu sollte die Forderung nach dem Frauenwahlrecht in allen Parteiprogrammen verankert werden.

## Organisierte Hochphase 1908–1914

### Liberalisierung der Vereinsgesetze
Schon in der Verfassung von 1871 war der Anspruch auf eine reichseinheitliche Regelung der Vereinsgesetze formuliert worden. Doch erst als der Widerspruch zwischen der aktiven Beteiligung von Frauen in vielen Bereichen des sozialen Lebens und ihrem Ausschluss sowie die willkürliche Handhabung der Vereinsgesetze zu offensichtlich wurden, entstand der ernsthafte politische Wille für eine Reform. So wurde zum Beispiel 1901 die Gesellschaft für soziale Reform gegründet, die mit Rücksicht auf das preußische Vereinsrecht nur männliche Mitglieder zuließ, obwohl das Engagement der Frauenvereine aus Armenpflege, Arbeitsnachweisen, Fürsorgeerziehung, Gewerbeaufsicht und Rechtspflege nicht mehr wegzudenken war. In einem anderen Fall führte 1902 der konservative Bund der Landwirte, der auf die Duldung der Polizei bauen konnte, in Berlin unter Beteiligung von Frauen unbehelligt eine Massenveranstaltung durch. Die eklatante Diskrepanz zur Behandlung der Arbeiterinnenvereine führte dazu, dass der preußische Innenminister eine sogenannte „Segment-Verordnung“ erließ, die es Frauen erlaubte, an politischen Versammlungen teilzunehmen, wenn sie im Veranstaltungslokal durch ein Seil von den Männern getrennt waren und sich nicht an der Diskussion beteiligten. Die Verordnung wurde in der Presse verspottet. Eine neue Regierungskoalition, der sogenannte Bülowblock, verabschiedete schließlich 1908 ein reichseinheitliches öffentliches Vereinsrecht, das in Bezug auf Frauen keine Sonderregelungen mehr enthielt, was mit der gesteigerten Teilnahme der Frau an öffentlichen Angelegenheiten begründet wurde. Frauen hätten auch im Staatsdienst „zum Teil selbständige und mit Verantwortung verknüpfte“ Aufgaben übernommen, weshalb den Frauen die organisierte Wahrnehmung ihrer Berufsinteressen zu gestatten sei. Frauen konnten nun auch Parteien beitreten.
Die Liberalisierung der Vereinsgesetze führte zur Gründung einer Vielzahl von neuen Frauenstimmrechtsvereinen. Zudem wuchs in den bestehenden Stimmrechtsvereinen – und damit auch im Dachverband – die Zahl der Mitglieder stark an. Die Mitgliedschaft wurde damit heterogener und der in den Anfangsjahren bestimmende linke, radikale Flügel der bürgerlichen Frauenbewegung um Anita Augspurg und Lida Gustava Heymann verlor immer mehr an Einfluss, wozu taktische Fehler und Befindlichkeiten beitrugen.

### Richtungsstreit und organisatorische Zersplitterung der Stimmrechtsbewegung
Nach der zweiten Generalversammlung kam es im Stimmrechtsverband zu einem Richtungsstreit, wie man sich ohne parteipolitische Festlegung für das demokratische Wahlrecht einsetzen könnte. Für die Verbandsmitglieder bestand ein Konflikt zwischen der feministischen Forderung nach dem Frauenwahlrecht und anderweitigen politischen Überzeugungen. Weitere Konfliktlinien waren unterschiedliche Ansichten zur imperialistischen Außenpolitik und zur Kooperation mit den von Männern getragenen Parteien.
Entlang der drei Konfliktlinien gab es vier Gruppierungen innerhalb der Stimmrechtsbewegung: erstens eine nationalistische Gruppierung um Maria Lischnewska und Käthe Schirmacher, die einerseits die Autonomie der Frauenbewegung betonte, andererseits das demokratische Wahlrecht ablehnte, zweitens eine nationalliberale Gruppierung, die ebenfalls das demokratische Wahlrecht ablehnte, aber weniger imperialistisch-nationalistisch eingestellt war als die Gruppierung um Lischnewska und Schirmacher, drittens eine radikal-demokratische Gruppierung um Minna Cauer, die entschieden das demokratische Wahlrecht für beide Geschlechter vertrat, sich in den politischen Parteien engagierte und eine imperialistische Außenpolitik kritisierte, und viertens die von Lida Gustava Heymann bestimmte Gruppierung, die das demokratische Wahlrecht und die Autonomie der Frauenbewegung befürwortete.
Ab 1908 strebte der preußische Landesverein unter Führung von Minna Cauer und Tony Breitscheid die Zusammenarbeit mit den Parteien an, die für das gleiche, direkte und geheime Wahlrecht eintraten. Entsprechend unterstützte der Landesverein die Demokratische Vereinigung. Damit war der Landesverein parteipolitisch nicht mehr neutral. Zudem propagierte er die von den englischen Suffragetten übernommene „test-question“-Politik, bei der die Wahlunterstützung für Kandidaten zur Reichstagswahl von deren Unterstützung des demokratischen Wahlrechts ohne Unterscheidung von Mann und Frau abhängig gemacht werden sollte.
§ 3 der Verbandssatzung und die Aktivitäten des preußischen Landesvereins lösten 1908/09 den Austritt des Kölner Mitgliedvereins aus dem Stimmrechtsverband und die Gründung weiterer Frauenstimmrechtsvereine aus (schlesischer Verein um Else Hielscher und Marie Wegner, rheinisch-westfälischer Verein um Li Fischer-Eckert und Elsbeth Krukenberg). Diese Vereine forderten für Männer und Frauen die gleichen Staatsbürgerrechte, aber kein bestimmtes Wahlrecht, insbesondere nicht die Abschaffung des Dreiklassenwahlrechts in Preußen. Sie schlossen sich schließlich zur Deutschen Vereinigung für Frauenstimmrecht zusammen. Organ der Vereinigung wurde die Zeitschrift Frau und Staat, die als Beilage zum Centralblatt des Bundes Deutscher Frauenvereine erschien. Trotz der Austritte und Neugründungen gab es weiterhin eine starke und wachsende Gruppe von Gegnerinnen des allgemeinen Wahlrechts im Stimmrechtsverband. Sie wurde „Reformpartei“ genannt.
Auf der dritten Generalversammlung 1909 versuchte der Verband den Konflikt zu entschärfen, indem § 3 zwar bekräftigt wurde, aber Provinzialvereinen der direkte Anschluss an den Verband, also nicht als Untergruppierung des jeweiligen Landesvereins, zugestanden wurde. Damit sollte den preußischen Provinzialvereinen, die sich nicht dem radikalen preußischen Landesverein unterordnen wollten, eine Brücke gebaut werden. Bei der vierten Generalversammlung zwei Jahre später war schließlich ein Antrag von Emma Nägeli und Maria Lischnewska erfolgreich und § 3 der Satzung wurde umformuliert. Statt für beide Geschlechter wurde nun nur noch für Frauen das „allgemeine, gleiche, direkte und geheime, aktive sowie passive Wahlrecht“ gefordert. Die Richtungskämpfe führten zum Rücktritt von Augspurg und Heymann aus dem Vorstand, da sie nicht bereit waren, mit der ebenfalls gewählten Marie Stritt zusammenzuarbeiten. Der Vorstand bestand nun aus Marie Stritt als Vorsitzende sowie Martha Zietz, Anna Lindemann, Maria Lischneska und Käthe Schirmacher und war damit stark national-liberal ausgerichtet.

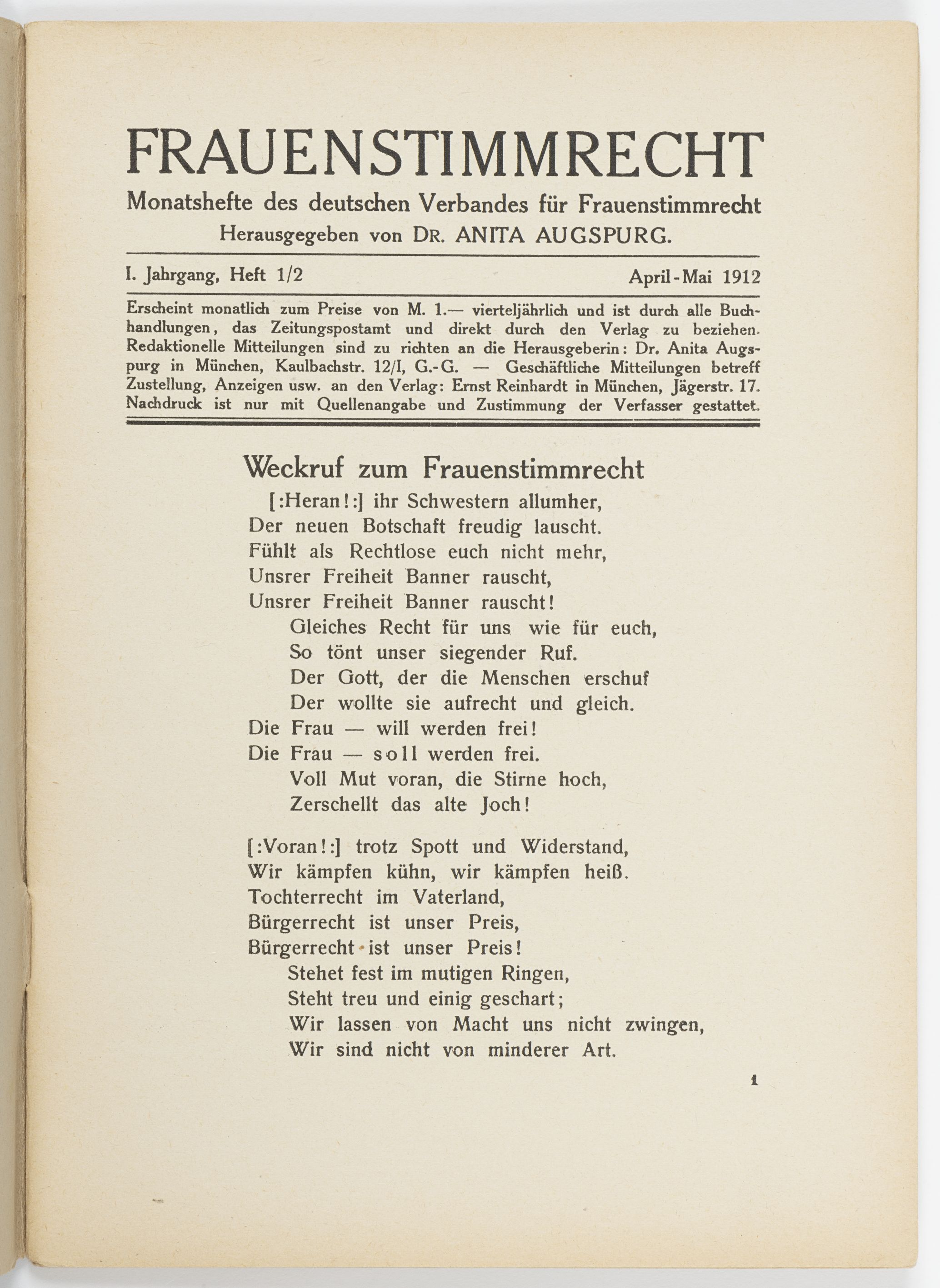
Erste Ausgabe der Zeitschrift Frauenstimmrecht April/Mai 1912 mit Lied „Weckruf zum Frauenstimmrecht“.

Bei der gleichen Generalversammlung beschloss der Verband, eine neue Zeitschrift mit dem Namen Frauenstimmrecht zu gründen, deren Redaktion er Augspurg übertrug. Dies brachte Cauers Zeitschrift Frauenbewegung in ökonomische Schwierigkeiten, da die Zeitschrift für Frauenstimmrecht zumindest noch zum Teil als deren Beilage erschienen war und damit den Abonnentenkreis abgesichert hatte. Die Freundschaft zwischen Cauer und Augspurg zerbrach an dieser Entwicklung, auch wenn sie später noch zusammenarbeiteten. Cauer entschloss sich, die Zeitschrift für Frauenstimmrecht weiterzuführen, allerdings nur noch als Beilage zur Frauenbewegung. Die Redaktion übernahm Cauer selbst.
Bei der Eisenacher Generalversammlung des Stimmrechtsverbands 1913 wurde beschlossen, dass die Redaktion der Zeitschrift Frauenstimmrecht inhaltlich und formell im Einverständnis mit dem Verbandsvorstand zu erfolgen hätte. Daraufhin gab Augspurg die Redaktion ab, die nun Adele Schreiber übernahm. 1914 wurde die Zeitschrift in Die Staatsbürgerin umbenannt.
Die neue Formulierung des § 3 war für National-Liberale immer noch parteipolitisch gefärbt, da noch Ähnlichkeiten mit den Forderungen der Demokratischen Vereinigung und der Sozialdemokratie erkennbar waren. Die Mehrzahl der Provinzialvereine lehnte 1912 die neue Fassung des § 3 in einer Beiratsabstimmung ab. Trotzdem blieb sie auch noch im Folgejahr in Kraft, da bei der Generalversammlung keiner der Änderungsanträge die notwendige Dreiviertel-Mehrheit erhielt. Augspurg und Heymann, mehrere hundert weitere Mitglieder sowie zwei Provinzialvereine (Hamburg und Bayern) traten daraufhin aus dem Verband aus. Augspurg und Heymann gründeten 1913 den Deutschen Frauenstimmrechtsbund, der die ausgetretenen Vereine zusammenschloss. Es gab nun drei bürgerliche Dachverbände für das Frauenstimmrecht, was ein Jahr später von Minna Cauer so beschrieben wurde:

„Es ist nunmehr genügend Auswahl vorhanden, so daß jeder sein Feld sich aussuchen kann; das konservative, das gemäßigte und das demokratische. Rechnen müssen die Frauen also jetzt mit diesen drei Richtungen der bürgerlichen Frauenstimmrechtsbewegung in Deutschland.“

Die Historikerin Kerstin Wolff hat betont, dass die widerstreitenden Meinungen in der Stimmrechtsbewegung eben nicht einfach als für und wider das Frauenwahlrecht gedeutet werden könnten. Vielmehr ließen sie sich mit taktischen Erwägungen und mit der Problematik erklären, dass innerhalb der Frauenbewegung, die sich sonst als politisch neutral verstand, erstmals ein parteipolitisches Thema behandelt wurde.

### Mitgliedszuwachs und Gründung weiterer lokaler Stimmrechtsvereine
Ungeachtet des Richtungsstreits wuchs die Stimmrechtsbewegung in dieser Phase weiter, und es wurden weitere lokale Stimmrechtsvereine gegründet. Die Gründung der lokalen Vereine folgte einem gleichbleibenden Muster: Eine überregional bekannte Frauenrechtlerin kam zu einem Vortrag, in dem sie über die Stimmrechtsfrage und die politischen Aufgaben von Frauen sprach. Am Ende des Vortrags wurde meist eine Stimmrechtsgruppe gegründet, was oft schon von einer lokalen Kontaktperson oder einem befreundeten Verein vorbereitet worden war.
Es gab zwei Mobilisierungsschübe für Neugründungen: 1907/08 mit der Liberalisierung der Vereinsgesetze und 1911/12 mit der Spaltung und Ausdifferenzierung der Bewegung. Insgesamt sind für die Jahre 1902 bis 1914 mindestens 157 Stimmrechtsgruppen in Deutschland nachgewiesen. Das Netz aus Ortsgruppen überzog das ganze Land. Die „Überorganisierung“ wurde schon von Zeitgenossinnen kritisch gesehen. Doch bereits damals wurde betont: „Die Frauenbewegung lebt in ihren Vereinen.“ Während der Historiker Richard J. Evans die Zersplitterung eher als Schwächung ansah, interpretierte die Soziologin Ulla Wischermann die „Diffusion“ der Vereine im Verlauf der Bewegungsgeschichte als Expansion und verwies darauf, dass mit der Flügelbildung eine Erweiterung von Themen, Forderungen und Protestrepertoires einherging.
Ab 1911 gewann der Stimmrechtsverband jedes Jahr um die 1000 Mitglieder hinzu. 1913 hatte er fast 9.000 Mitglieder in 90 Ortsgruppen und 11 Landesvereinen. Die Deutsche Vereinigung für Frauenstimmrecht konnte 1912 fast 2.000 und 1914 3.500 Mitglieder in 37 Ortsgruppen und vier Landesverbänden vorweisen. Der Deutsche Frauenstimmrechtsbund hatte 1914 etwa 2.000 Mitglieder. Im Vergleich zu den anderen im BDF zusammengefassten Vereinen, die 1908 etwa 200.000 Mitglieder hatten (1918 328.000), war die Stimmrechtsbewegung nur ein kleiner Teil der Frauenbewegung.

### Aktivitäten der Stimmrechtsvereine 1908–1914

Bildbericht zur Demonstrationsfahrt für das Frauenstimmrecht 1912 in München, im Bild oben links im Landauer Anita Augspurg (links) und Lida Gustava Heymann (rechts), beide in Weiß

Auch in dieser Phase gehörten zum Spektrum der Aktivitäten der Stimmrechtsvereine politische Propaganda, staatsbürgerliche Bildung für Frauen, gesellige Zusammentreffen und Veranstaltungen. Die Vereine engagierten sich über das Thema Frauenwahlrecht hinaus für Fragen im Kontext von Sittlichkeit, Universitätsstudium oder Mädchenbildung und kooperierten hierzu mit anderen lokalen Vereinen. Die Vereine wirkten sowohl nach innen als auch nach außen. Sie bemühten sich um Aufklärung und Überzeugung der eigenen Mitglieder wie auch die Mobilisierung neuer Frauenkreise. Zwischen den überregionalen und lokalen Vereinen gab es funktionelle Unterschiede und eine Arbeitsteilung: Überregional widmete man sich eher der Programmbestimmung und Protestplanung, während lokal die praktische Arbeit erfolgte.

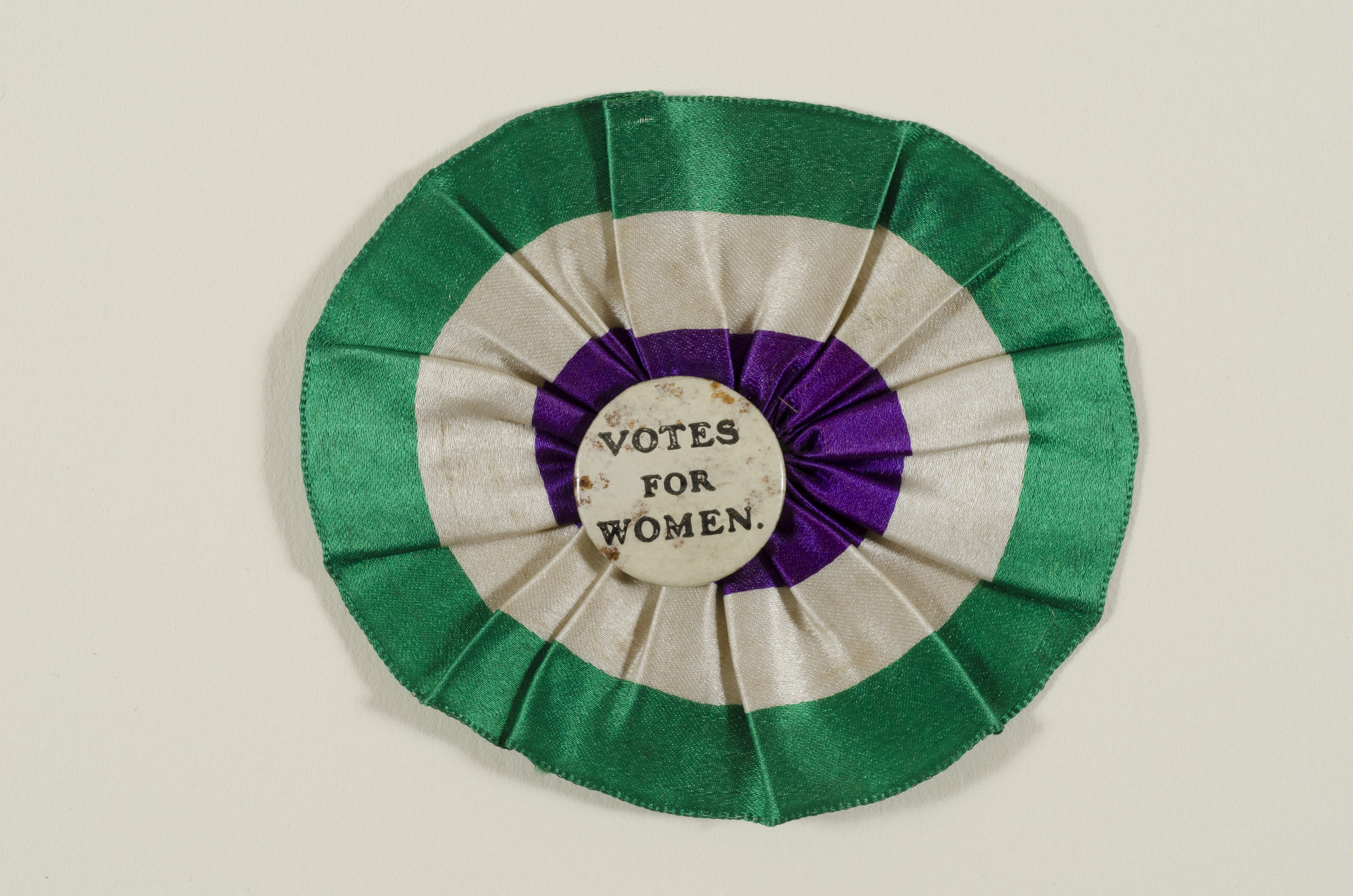
Abzeichen der britischen Women’s Social and Political Union in den typischen Farben der Suffragetten: grün, weiß und purpur.

Um Gruppenidentität und -bewusstsein zu fördern, versuchte die deutsche Stimmrechtsbewegung Praktiken der englischen Suffragetten zu übernehmen, was insbesondere Augspurg und Heymann propagierten. So übernahm der Bayerische Landesverein die Farben der Suffragetten (purpur, weiß und grün) für Banner und Fahnen zum Schmuck bei Versammlungen oder für Plakate, Einladungen und Karten. Die Suffragetten trugen bei Versammlungen und Umzügen vor allem weiße Kleider und Hüte, eine Symbolik, die sich in Deutschland nicht durchsetzte. Hier galten helle Kleider als zu unpraktisch und zu jugendlich.
Auch das gemeinsame Singen bei den englischen Stimmrechtsveranstaltungen hatte Augspurg und Heymann beeindruckt. Augspurg schrieb Texte für zwei kämpferische Stimmrechtslieder, die sie in der ersten Nummer des neuen Verbandsorgans Frauenstimmrecht 1912 veröffentlichte und die bei Versammlungen gesungen wurden. Dem Weckruf zum Frauenstimmrecht lag die Melodie der Marseillaise zugrunde, der „Nationalhymne der Frauen“ „Das Lied der Deutschen“.
1909 hatten die deutschen Delegierten, darunter Anna Pappritz, Frieda Radel und Regine Deutsch, bei der 5. Internationalen Stimmrechtskonferenz der IWSA in London die Aktionsformen der britischen Frauenbewegung miterlebt, darunter Demonstrationen, Paraden und Autokorsos. Sie waren beeindruckt, hielten die Methoden aber für kaum übertragbar. Eine Straßendemonstration von (bürgerlichen) Frauen widersprach den gängigen Konstruktionen von Weiblichkeit und war außerdem unter den herrschenden politischen Verhältnissen schwer zu realisieren. Dennoch versuchten der Berliner und der Bayerische Stimmrechtsverein noch im gleichen Jahr, Demonstrationen durchzuführen, allerdings vergeblich. Erst 1912 fand in München eine Demonstrationsfahrt für das Frauenstimmrecht mit 18 Landauern statt. Adele Schreibers Bericht von der Fahrt in der Zeitschrift Frauenstimmrecht belegt, was für ein Schritt diese Demonstration für die bürgerlichen Frauen darstellte: „Das Unerhörte wurde Wirklichkeit – wir haben es gewagt –, die erste Propagandafahrt durch eine deutsche Großstadt!“ Bis nach dem Ersten Weltkrieg blieb dies die einzige Frauenstimmrechtsdemonstration der bürgerlichen Frauenbewegung.

### Zweite internationale Konferenz sozialistischer Frauen und Internationaler Frauentag

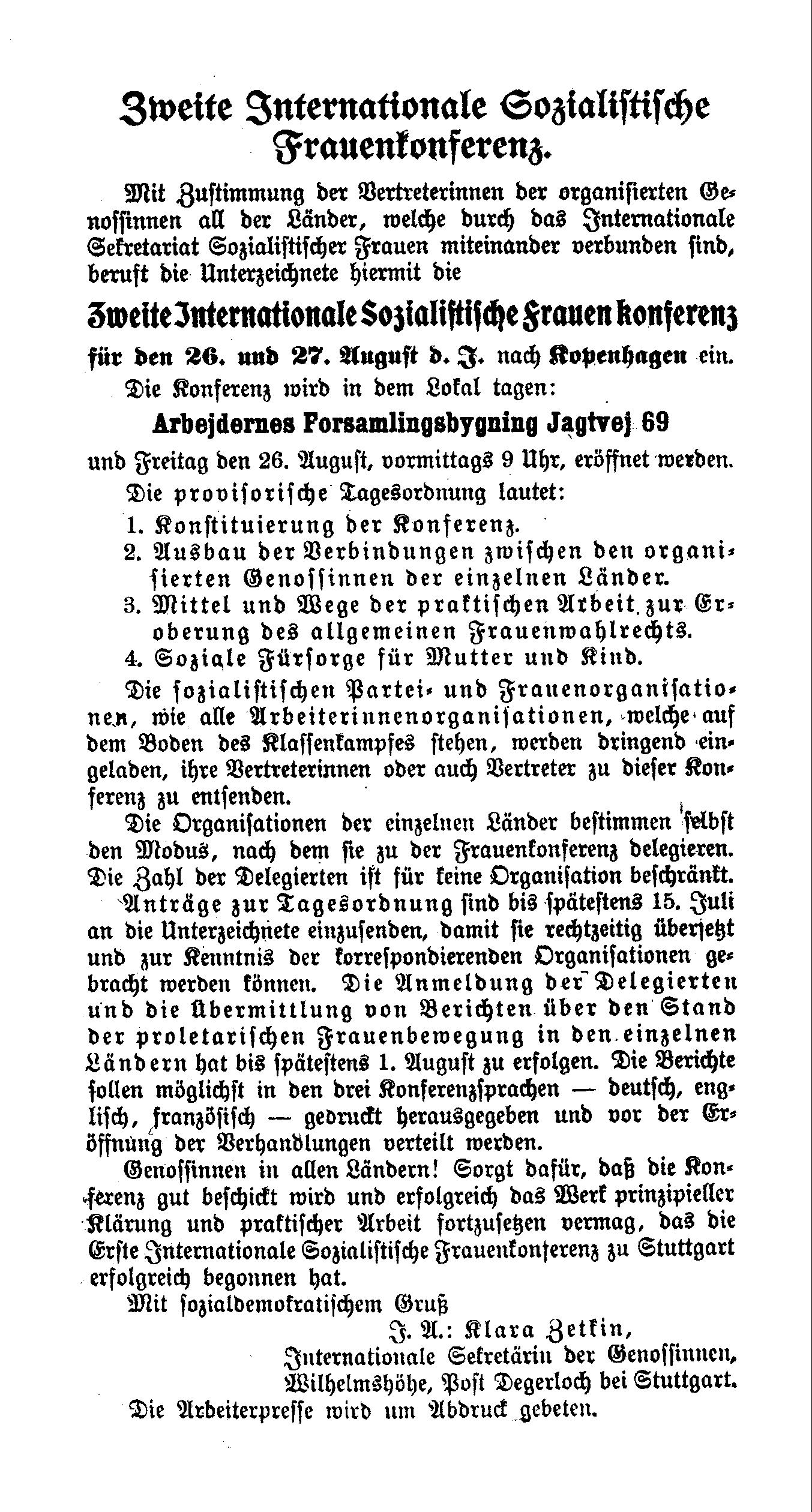
Aufruf zur zweiten Internationalen Frauenkonferenz

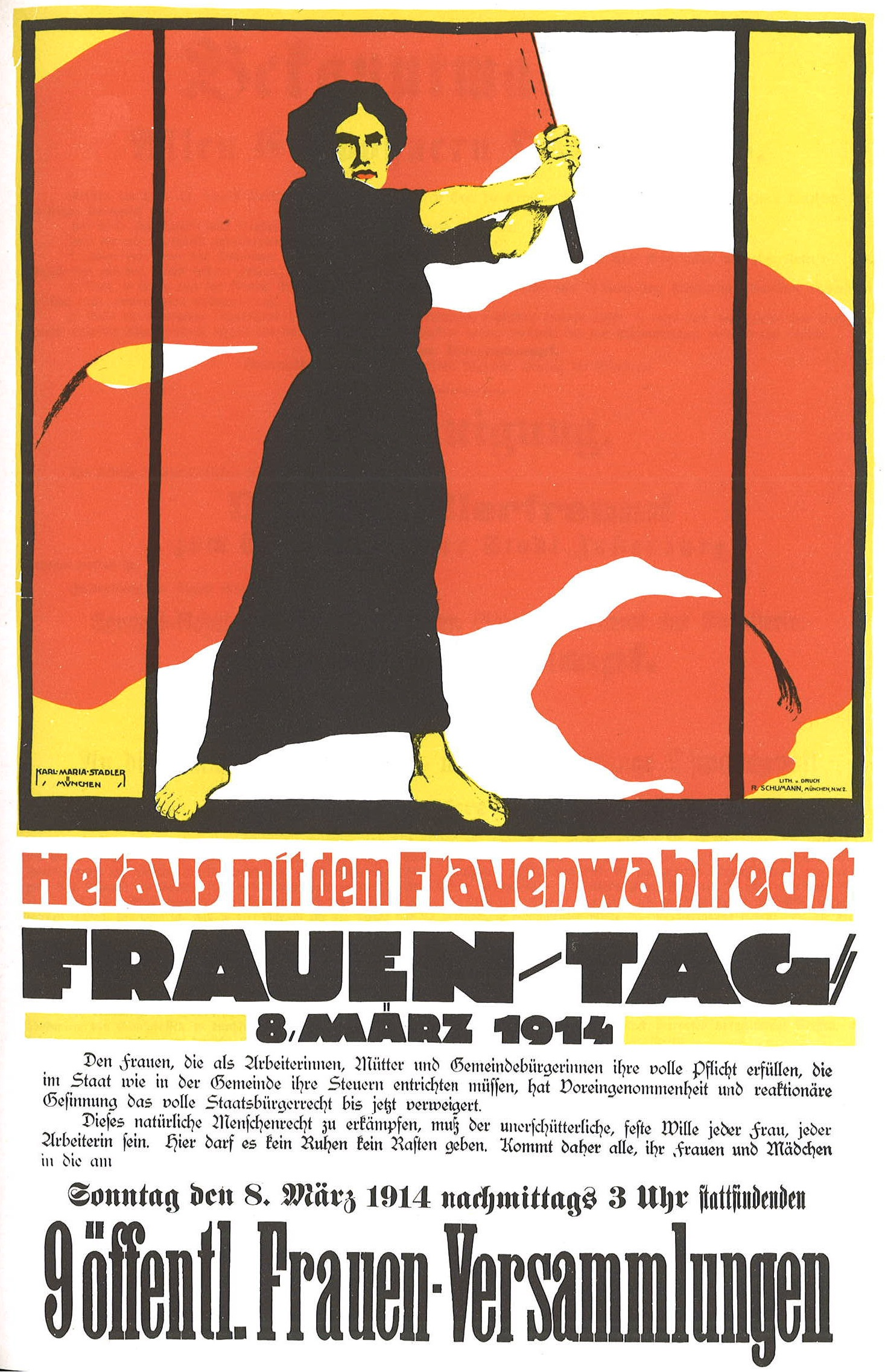
Plakat für den Internationalen Frauentag 1914 mit der Forderung nach dem Frauenwahlrecht

Bei der zweiten internationalen Konferenz sozialistischer Frauen 1910 in Kopenhagen wurde auf Antrag von Clara Zetkin, Käte Duncker und weiteren die Durchführung eines Internationalen Frauentags beschlossen. Angeregt wurden sie vom Bericht der Amerikanerin May Wood-Simons über 1909 und 1910 in den USA erfolgreich durchgeführte Frauentage. Organisation und Verwaltung der Veranstaltung übernahm Luise Zietz, die im Rahmen des Aktiontags eine Reihe von deutschlandweiten Demonstrationen für das Frauenstimmrecht organisierte. Der erste Internationale Frauentag 1911 erwies sich unter der Parole „Heraus mit dem Frauenwahlrecht!“ als ausgesprochen erfolgreich. Mehr als eine Million Frauen gingen auf die Straße und forderten soziale und politische Gleichberechtigung. Die radikalen Frauenrechtlerinnen Minna Cauer, Else Lüders und Marie Lischnewska nahmen ebenfalls an Versammlungen des Frauentags teil. Die Gleichheit erschien mit einer 16-seitigen Sondernummer mit dem Titel „Frauenwahlrecht“.
Trotz des Erfolgs verzichteten die Organe der gemäßigten Frauenbewegung (von Centralblatt des Bundes Deutscher Frauenvereine über Neue Bahnen bis hin zu Die Frau) darauf, die Massendemonstrationen zu erwähnen. Auch Augspurg kommentierte sie in der Zeitschrift für Frauenstimmrecht nur zurückhaltend. Nur Cauer äußerte sich in ihrer Zeitschrift Frauenbewegung mit Sympathie und Begeisterung für die Aktion. Die bürgerliche Frauenbewegungspresse reagierte wohl kühl wegen der Polemik der Sozialistinnen gegen die bürgerlichen Frauenrechtlerinnen während des Frauentags. So hieß es in einem Flugblatt zum Frauentag:

„Die ausgebeutete Textilarbeiterin, die Metallarbeiterin und die Buchbinderin, die Tabakarbeiterin und die Schneiderin […] haben weit dringender das Wahlrecht nötig als die bürgerliche Dame, die es in erster Linie nutzen würde, um die gleichen Bildungsmöglichkeiten, die Öffnung der liberalen Berufe und in diesen die völlige Gleichstellung mit dem Manne für die Frauen zu erringen. […] Aber wichtiger bleibt doch das Wahlrecht für die Arbeiterin, die mit seiner Hilfe erst die nackte Existenz, den elementaren Schutz für Leben und Gesundheit erringen und verteidigen kann. […] Nur in den Reihen der Sozialdemokratie muß […] kämpfen, wer es ehrlich meint mit der Forderung des demokratischen Frauenwahlrechtes.“

Trotz innerparteilicher Opposition gelang es den sozialdemokratischen Frauen bis 1914 jedes Jahr einen internationalen Frauentag durchzuführen.

### Versuch der Bildung eines Kartells der Stimmrechts-Dachverbände
Auf einen Vorschlag von Augspurg und Heymann hin vereinbarten 1914 der Deutsche Verband für Frauenstimmrecht, der Deutsche Frauenstimmrechtsbund und die Deutsche Vereinigung für Frauenstimmrecht ein Kartell mit dem Ziel, nach außen eine „geschlossene Front“ zu zeigen. Das Kartell sollte die Zusammenarbeit bei Demonstrationen, Petitionen und die Vertretung in der International Women Suffrage Alliance, die nur eine nationale Vertretung zuließ, erleichtern. Der gemeinsame Nenner war die Forderung nach dem Frauenwahlrecht, Details zur Ausgestaltung dieses Wahlrechts wurden nicht benannt. Der Ausbruch des Ersten Weltkriegs verhinderte, dass das Kartell praktische Wirkung zeigte.

## Erster Weltkrieg

### Nationaler Frauendienst

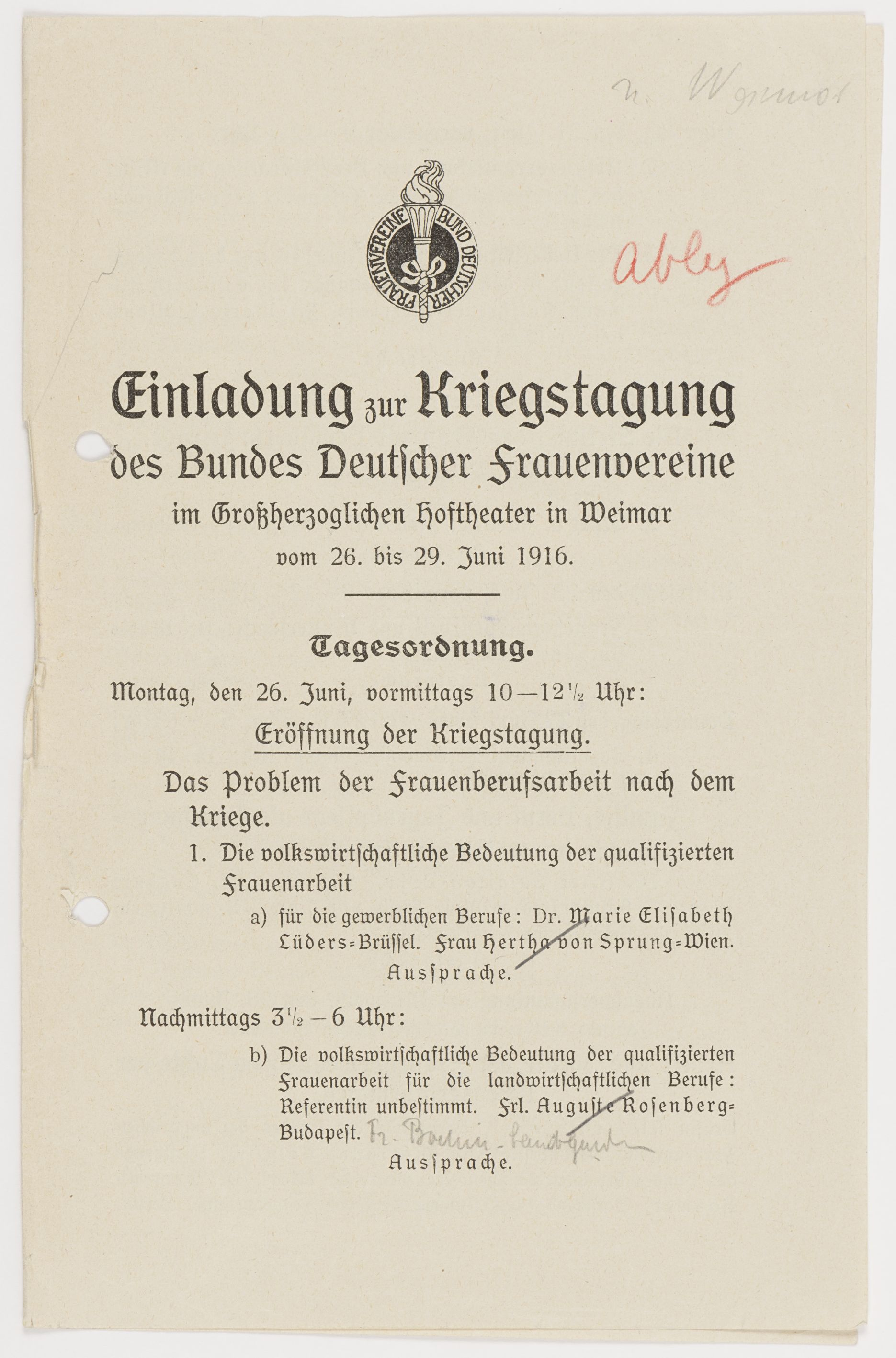
Einladung zur Kriegstagung des BDF 1916

Der Ausbruch des Ersten Weltkriegs beendete abrupt die Aktivitäten der bürgerlichen Stimmrechtlerinnen wie der Sozialistinnen für das Frauenwahlrecht. Die bürgerliche und die proletarische Frauenbewegung schlossen sich dem sogenannten nationalen Burgfrieden an und unterstützten die Kriegsanstrengungen an der sogenannten Heimatfront. Der BDF konzipierte den Nationalen Frauendienst (NFD). In dessen Rahmen arbeiteten freiwillige Ehrenamtliche in der öffentlichen Fürsorge mit und waren dabei in den Behördenapparat eingebunden. Die Frauen des NFD übernahmen die Prüfung der gestellten Anträge auf Kriegsunterstützung, organisierten Kochkurse, gaben die Lebensmittelanweisungen aus, kümmerten sich um Sammel- und Beratungsstellen und stellten die Familien-, Wöchnerinnen- und Säuglingsfürsorge sicher.

### Pazifistische Aktivitäten von Teilen der bürgerlichen und der proletarischen Frauenbewegung
Sowohl in der bürgerlichen als auch in der sozialdemokratischen Frauenbewegung waren nicht alle Frauen bereit, den Krieg zu unterstützen. Die sozialistischen Kriegsgegnerinnen nutzten als Sprachrohr gegen Militarismus und Krieg die von Clara Zetkin herausgegebene Zeitschrift Die Gleichheit, die allerdings unter der strikten Kontrolle der Zensur stand. Im März 1915 lud Zetkin zu einer Internationalen Konferenz sozialistischer Frauen gegen den Krieg in Bern ein, an der 70 Delegierte aus acht Ländern teilnahmen. Die auf der Konferenz beschlossene Resolution „Krieg diesem Krieg!“ wurde in ganz Europa illegal verbreitet. Zetkin wurde wegen Landesverrats verhaftet und der Konferenzbericht in der Gleichheit vollständig zensiert. 1917 entzog die SPD Zetkin die Herausgabe der Zeitung Die Gleichheit, weil sie nicht die offizielle Parteilinie vertrat.
Auch Anita Augspurg und Lida Gustava Heymann setzten sich entschlossen für einen baldigen Frieden ein. Ihr Ziel war eine internationale Fraueninitiative zur Beendigung des Weltkrieges. In den Ortsgruppen des Stimmrechtsbundes organisierte das Paar Versammlungen zu pazifistischen Themen, was zu etlichen Austritten führte. Da der ursprünglich für Juni 1915 geplante Kongress der IWSA in Berlin vom deutschen Verband kurz nach Kriegsbeginn abgesagt wurde, organisierte das Paar 1915 gemeinsam mit der Holländerin Aletta Jacobs, der Ungarin Rosika Schwimmer und der Amerikanerin und späteren Friedensnobelpreisträgerin Jane Addams eine internationale Frauenkonferenz gegen den Krieg in Den Haag. Bei der Konferenz, an der mehr als 1000 Frauen aus zwölf Ländern teilnahmen, wurde der Internationale Frauenausschuss für dauernden Frieden gegründet, aus dem später die Women’s International League for Peace and Freedom (WILPF) hervorging. Nach der Konferenz galten die deutschen Teilnehmerinnen als Vaterlandsverräterinnen.

### Zusammenschluss zumDeutschen Reichsverband für Frauenstimmrecht
1916 wurde das Kartell der Stimmrechts-Dachverbände endgültig aufgegeben. Die gemäßigte und die konservative Stimmrechtsfraktion hatten, anders als die radikale, eine gemeinsame Basis im nationalen und patriotischen Denken. So schlossen sich der Deutsche Verband für Frauenstimmrecht und die Deutsche Vereinigung für Frauenstimmrecht unter Führung Marie Stritts zum Deutschen Reichsverband für Frauenstimmrecht zusammen. Das Exekutivkomitee bestand aus Ida Dehmel, Li Fischer-Eckert und Illa Uth, die aus der Vereinigung kamen, und Rosa Kempf, Luise Koch, Alma Dzialoszynski und Emma Nägeli aus dem bisherigen Verband. § 3 in der Formulierung von 1911 wurde aufgegeben. Der Reichsverband vertrat ein beschränktes Frauenwahlrecht. Mehrere Mitgliedsverbände des bisherigen Verbandes traten daraufhin aus. Drei davon schlossen sich dem Frauenstimmrechtsbund an. Im neuen Verband hatten die Mitglieder des bisherigen Verbands zwar die Mehrheit, die Forderungen des neuen Verbands entsprachen aber eher denen der Frauenstimmrechts-Vereinigung, das heißt der Reichsverband vertrat die konservative Richtung der Frauenbewegung.
1918 bestand der Reichsverband aus zehn Landesvereinen, elf Provinzialvereinen und 86 Ortsgruppen mit insgesamt ungefähr 10.000 Mitgliedern.

## Intensivierung der Anstrengungen um das Frauenstimmrecht ab 1917
Am 7. April 1917 kündigte der Kaiser in seiner Osterbotschaft als Belohnung für die Kriegsanstrengungen die Abschaffung des Klassenwahlrechts in Preußen an, erwähnte dabei aber das Frauenwahlrecht nicht. Die Frauenorganisationen, die sich im Rahmen des Nationalen Frauendienstes stark in die Kriegsanstrengungen eingebracht hatten, waren konsterniert. Die enttäuschende Osterbotschaft brachte schließlich eine organisationsübergreifende Zusammenarbeit hervor, was durch den Übertritt Clara Zetkins, die eine solche Zusammenarbeit immer abgelehnt hatte, zur Unabhängigen Sozialdemokratischen Partei Deutschlands erleichtert wurde. Am 22. September vereinbarten der BDF, die Stimmrechtsverbände und die sozialdemokratischen Frauen, künftig gemeinsame Aktionen für das Frauenstimmrecht durchzuführen, die Regierung aber weiterhin getrennt anzusprechen. Am 22. April 1918 fand in Berlin eine erste gemeinsame Versammlung von BDF, Stimmrechtsverbänden und SPD-Frauen zum Frauenwahlrecht statt. In Anschluss ging eine Deputation der Versammlung zum preußischen Abgeordnetenhaus, um die Forderungen erneut vorzutragen.
Nachdem das preußische Herrenhaus am 2. Oktober das gleiche Wahlrecht für Männer beschlossen hatte, wobei Frauen weiterhin ausgeschlossen waren, unterzeichneten am 25. Oktober Frauen aller wichtigen politischen Frauenorganisationen ein Schreiben an den Reichskanzler Max von Baden, in dem dringend eine Audienz wegen der Einführung des Frauenwahlrechts gefordert wurde. Zu den Unterzeichnerinnen gehörten Anita Augspurg für den Deutschen Frauenstimmrechtsbund, Gertrud Bäumer für den Bund Deutscher Frauenvereine, Gertrud Hanna für das Arbeiterinnensekretariat der Generalkommission der Freien Gewerkschaften Deutschlands, Lida Gustava Heymann für den Deutschen Frauenausschuss für dauernden Frieden, Marie Juchacz für die Mehrheitssozialdemokratische Partei Deutschlands, Helene Lange für die Frauen der Fortschrittlichen Volkspartei, Clara Mende für die nationalliberalen Frauen und Marie Stritt für den Deutschen Reichsverband für Frauenstimmrecht. Das Gespräch kam nicht zustande. Anfang November fanden in Berlin, Hamburg und München große Kundgebungen zur Einführung des Frauenwahlrechts statt, zu denen die bürgerlichen und sozialdemokratischen Frauenorganisationen gemeinsam aufgerufen hatten.
Am 4. November legte der BDF den Fraktionsführern der Parteien im Reichstag die Denkschrift Stellung der Frau in der politisch-sozialen Neugestaltung mit der Aufforderung vor, sofort mit Initiativanträgen die staatsbürgerliche Gleichberechtigung der Frauen herbeizuführen. Um dem Druck von der Straße zu begegnen, beschlossen Vertreter der so genannten Mehrheitsparteien (SPD, Fortschrittliche Volkspartei, Zentrumspartei) am 7. November eine Wahlrechtsreform unter Berücksichtigung von Verhältnis- und Frauenwahlrecht anzustoßen. Der entsprechende Initiativantrag wurde nach langwierigen Abstimmungen am 9. November kurz vor Mittag unterzeichnet und dem Reichstag zugeleitet. Durch die Ausrufung der Republik am Nachmittag wurde er nicht mehr bearbeitet und die parlamentarische Auseinandersetzung um das Frauenstimmrecht – so die Politikwissenschaftlerin Ulrike Ley – endete als Farce.
Am 12. November proklamierte der Rat der Volksbeauftragten das gleiche, geheime, direkte, allgemeine Wahlrecht für alle Männer und Frauen, die mindestens 20 Jahre alt waren. Deutschland gehörte damit zu den europäischen Ländern, die 1918 das Frauenwahlrecht einführten. Die europäischen Vorreiter waren Finnland 1906, Norwegen 1913, Dänemark und Island 1915 und Russland 1917 gewesen. Die Vorsitzende des Deutschen Reichsverbandes für Frauenstimmrecht, Marie Stritt, kommentierte in der Staatsbürgerin:

„Die deutschen Frauen haben das Wahlrecht […] Es ist eine übergangslose Erhebung aus gänzlicher politischer Rechtslosigkeit zu voller staatsbürgerlicher Freiheit, wie sie den Frauen noch in keinem Stimmrechtslande beschieden war, etwas ganz Neues, Unbegreifliches, etwas wie ein Wunder.“

Auch international wurde der „bedeutendste Sieg, der je für unsere Sache gewonnen wurde,“ gefeiert. „Deutschland,“ so die Herausgeberin Mary Sheepshanks im Organ der IWSA, Jus Suffragii, „werde die Ehre haben, die erste Republik zu sein, die auf wahrhaften Prinzipien der Demokratie gründet, dem allgemeinen und gleichen Wahlrecht für alle Männer und Frauen.“
Die Weimarer Verfassung vom 31. Juli 1919 gab dem Frauenstimmrecht in Art. 22 Abs. 1 auf Reichsebene Verfassungsrang.

## Ende der organisierten Stimmrechtsbewegung

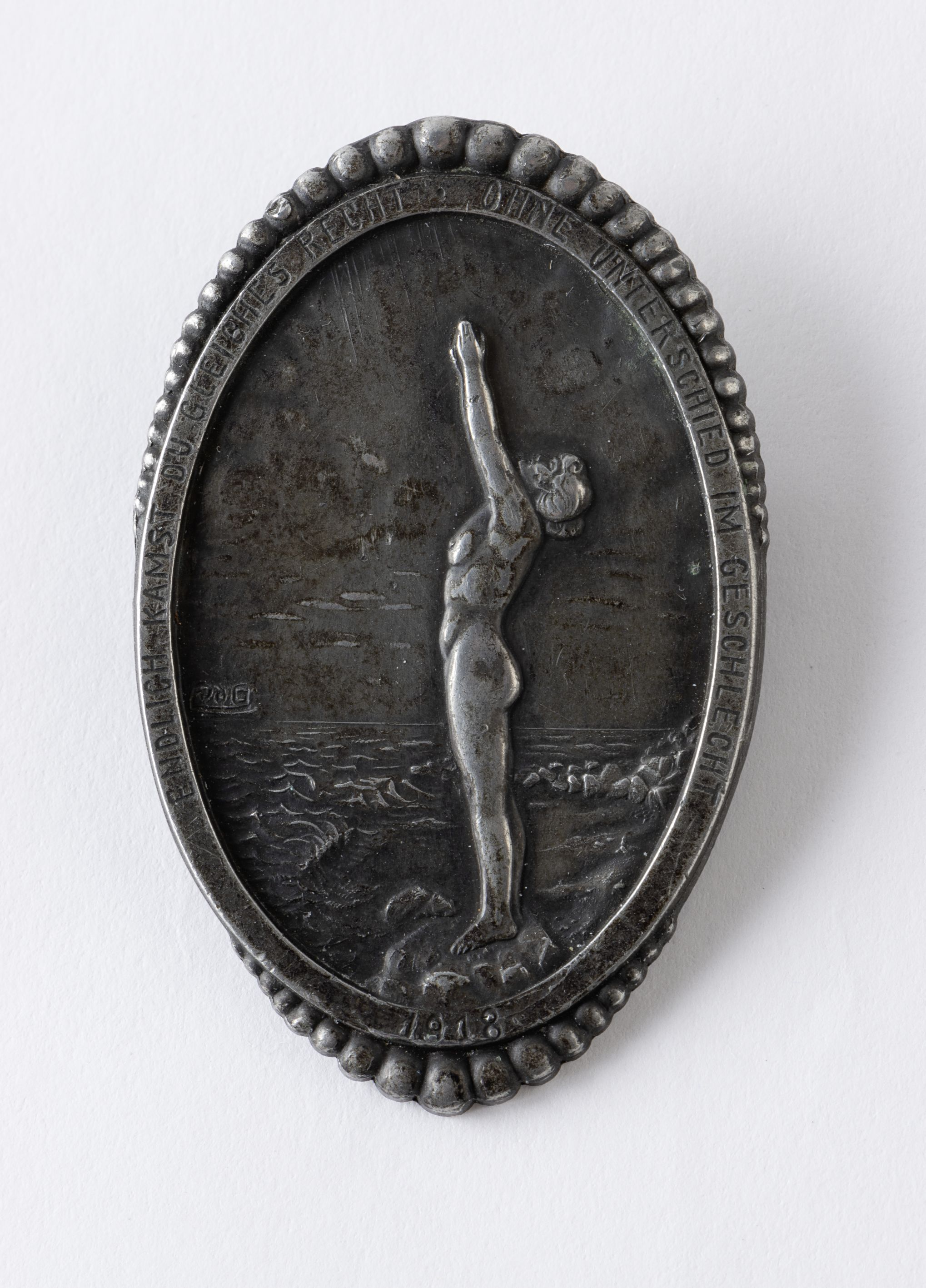
Erinnerungsabzeichen an die Einführung des Frauenwahlrechts von 1919. Der umlaufende Text lautet: „Endlich kamst Du gleiches Recht ohne Unterschied im Geschlecht 1918“.

Der Deutsche Reichsverband für Frauenstimmrecht löste sich 1919 auf. Der BDF, der es nun als seine vorrangige Aufgabe ansah, die Frauen „überparteilich“ auf die Wahlen vorzubereiten, verpflichtete die Frauenvereine auf „strengste politische Neutralität“. Führende Frauenrechtlerinnen traten in die politischen Parteien ein und wurden zum Teil auch in den Reichstag gewählt, unter anderem Adele Schreiber, Tony Breitscheid, Meta Hammerschlag für die MSPD und Gertrud Bäumer, Marie Baum, Marie-Elisabeth Lüders für die Deutsche Demokratische Partei.
Die Politikerin Marianne Weber stellte in der ersten Rede einer Frau in einem deutschen Parlament heraus, dass die weiblichen Abgeordneten – gerade wegen der Leistungen der Frauen während des Krieges – gut auf die Aufgaben beim Wiederaufbau des Staates vorbereitet waren:

„[…] ich glaube sagen zu dürfen, daß wir besser für [die Aufgaben an der Gestaltung des Staates] vorbereitet sind, als vielleicht die meisten von Ihnen glauben. Millionen von uns haben seit vielen Jahrzehnten draußen außerhalb des Hauses ihren Unterhalt selbst erwerben und auf eigenen Füßen stehen müssen, und sie haben sich die harte Luft des Draußenlebens um ihren Kopf wehen lassen. Tausende von uns haben während des Krieges Männerarbeit geleistet, mit geringeren leiblichen Kräften als der Mann. Tausende von uns Frauen haben ein Heimatheer gebildet, ohne welches das Frontheer keine Munition und keine Kleidung gehabt hätte. Und Tausende von uns, die nicht gezwungen waren, den harten Kampf ums Dasein zu führen, haben doch seit vielen Jahrzehnten, durchdrungen von tiefem sozialem Verantwortlichkeitsgefühl, mitgewirkt an der Lösung der schweren sozialen Aufgaben. Sie haben sich dabei auch geschult, zu allen Angelegenheiten des öffentlichen Lebens, und zur Gesetzgebung, soweit sie das weibliche Geschlecht betraf, Stellung zu nehmen, und so glaube ich, von uns sagen zu dürfen, daß wir nicht unvorbereitet in dieses Haus einziehen.“

Als erste Abgeordnete in der Nationalversammlung sprach Marie Juchacz mehr als vier Wochen später und betonte die Selbstverständlichkeit des Wahlrechts für Frauen:

„Die Frauen besitzen heute das ihnen zustehende Recht der Staatsbürgerinnen. […] Ich möchte hier feststellen […], daß wir deutschen Frauen dieser Regierung nicht etwa in dem althergebrachten Sinne Dank schuldig sind. Was diese Regierung getan hat, das war eine Selbstverständlichkeit: sie hat den Frauen gegeben, was ihnen bis dahin zu Unrecht vorenthalten worden ist.“

Schon 1919/1920 mahnten führende Repräsentantinnen des BDF, dass mit dem Frauenwahlrecht die Gleichstellung der Frau noch nicht erreicht war. Der Allgemeine Deutsche Frauenverein bemühte sich in den folgenden Jahren insbesondere auf kommunalpolitischer Ebene um die Interessen der Frauen. Dennoch fehlte es den Frauenrechtsorganisationen an Nachwuchs, und die sozialpolitischen Institutionen der Frauenbewegung verloren ihre Bedeutung. Die inhaltliche Neuorientierung der Frauenbewegungsvereine fand keine große Resonanz. Die Mitgliederzahlen der Vereine gingen drastisch zurück.
Im Juni 1920 richtete die International Woman Suffrage Alliance in Genf die erste Nachkriegskonferenz aus, an der Marie Stritt als Vertreterin der deutschen Regierung teilnahm. Damit war ein Anfang gemacht, die alten internationalen Frauenbeziehungen wieder aufzubauen. Doch mit der Auflösung des Reichsverbands fehlte in der IWSA eine deutsche Vertretung. Nach mehrjährigen Diskussionen und Verhandlungen zwischen Vertreterinnen des ADF und des aufgelösten Reichsverbands beschloss der ADF 1923, sich der IWSA als deutscher Zweig anzuschließen. Der ADF nahm den Untertitel Deutscher Staatsbürgerinnenverband an und benannte sich schließlich ganz um. Staatspolitische und internationale Aspekte rückten in den Vordergrund der Verbandsarbeit. Marie Stritt wirkte in den Folgejahren als ADF-Delegierte bei den IWSA-Konferenzen.
Bei der IWSA-Konferenz 1926 in Paris hielt Gertrud Bäumer eine leidenschaftliche, positiv aufgenommene Rede. Adele Schreiber wurde zur Vize-Präsidentin des Verbandes gewählt. Eine Umarmung von Gertrud Bäumer und der Französin Germaine Malaterre-Sellier wurde als Symbol des Friedens gewertet. Allerdings kam es während der Konferenz zum sogenannten Flaggenzwischenfall, bei dem die deutsche Flagge im Versammlungssaal mehrfach ausgetauscht wurde (von der schwarz-weiß-roten Fahne des Kaiserreichs zur Fahne der Weimarer Republik und zurück). Vom 17. bis zum 23. Juni 1929 trafen sich der International Council of Women und der IWSA in Berlin zum Kongress und zu ihren Jubiläumsfeiern.
Am Ende der Weimarer Republik hatte die deutsche Frauenbewegung wieder Anschluss an die internationale Bewegung gefunden. Doch mit der Machtübernahme durch die Nationalsozialisten 1933 kam sie zu ihrem endgültigen Ende. Der Deutsche Staatsbürgerinnenverband löste sich 1933 auf, um die Gleichschaltung in der Deutschen Frauenfront zu verhindern.

## Historiographie und Wirkungsgeschichte

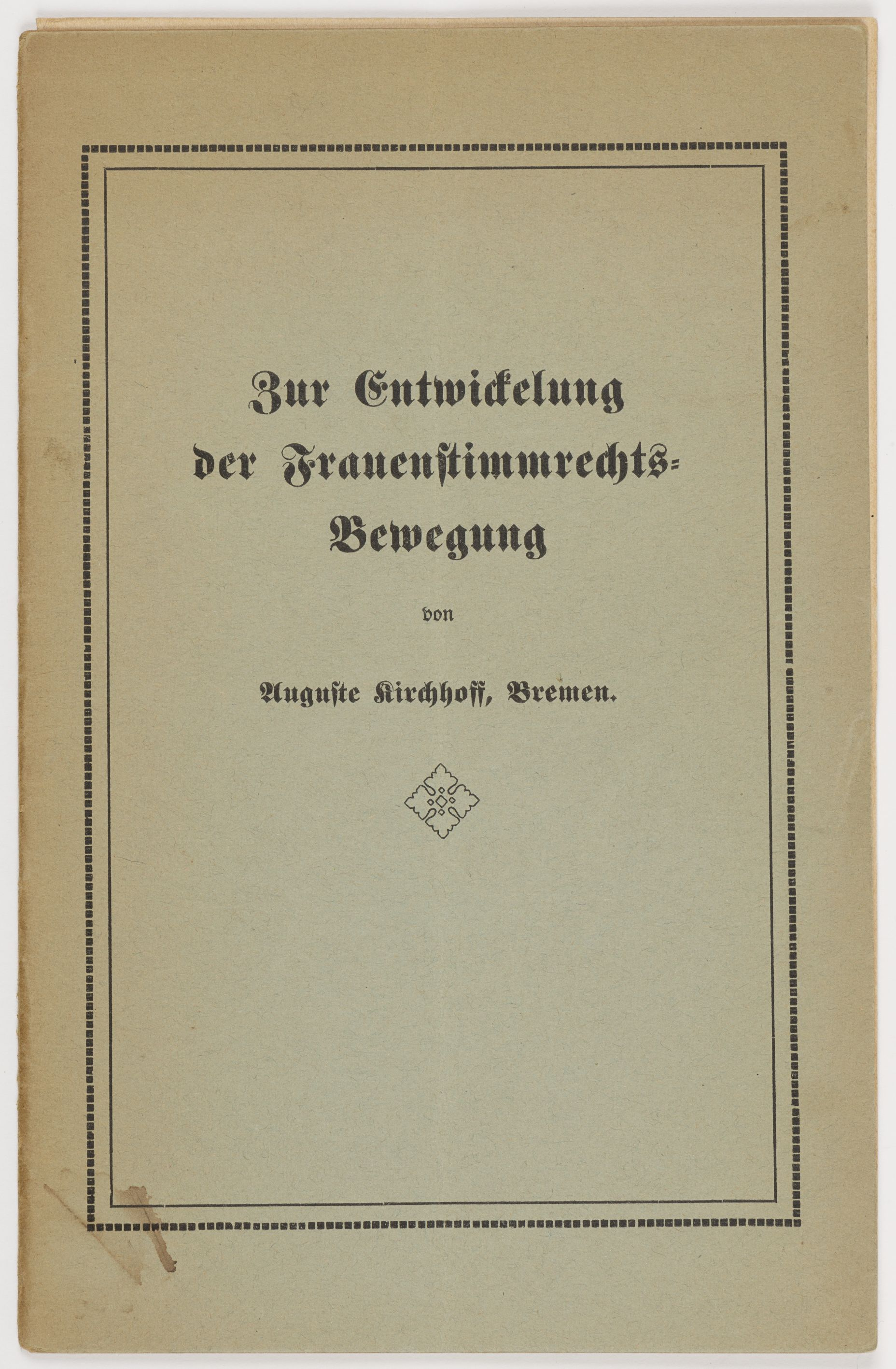
Zur Entwickelung der Frauenstimmrechts-Bewegung von Auguste Kirchhoff, 1916

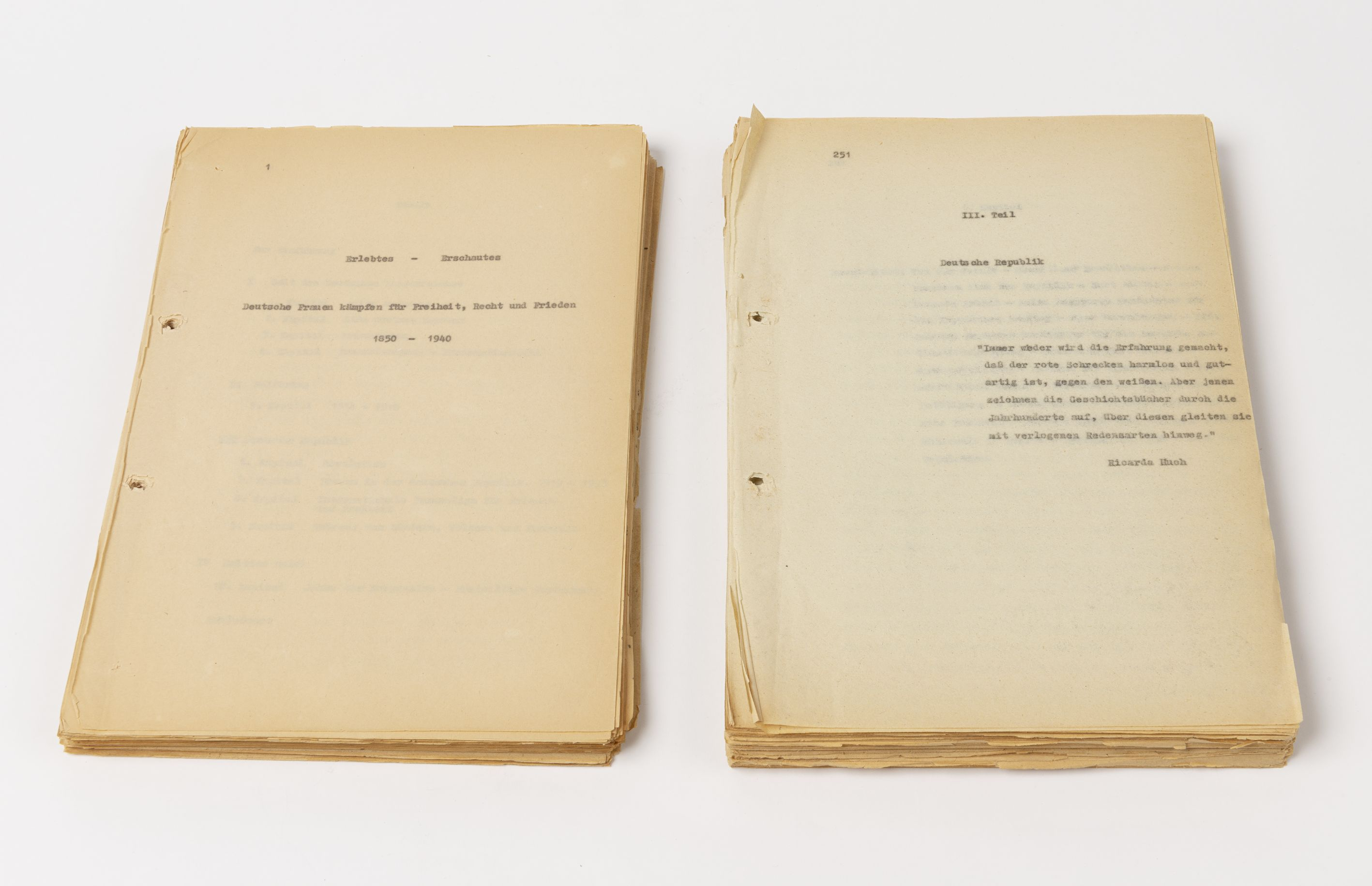
Manuskript der Memoiren von Anita Augspurg und Lida Gustava Heymann von 1941

Bereits vor Erreichen des Frauenwahlrechts legten Anna Lindemann 1913, Auguste Kirchhoff 1916 und Frieda Ledermann 1918 erste historische Rückblicke auf die Frauenstimmrechtsbewegung vor. Als besonders wirksam erwies sich ein Leitartikel von Clara Zetkin vom November 1918 in der Roten Fahne, mit dem sie das Frauenwahlrecht „als Geschenk einer Revolution, die von proletarischen Massen getragen wurde“ reklamierte. Dieser Einschätzung ist die Geschichtsschreibung in der Bundesrepublik und in der DDR lange gefolgt, bis die neuere Forschung begann, die Bedeutung der jahrzehntelangen Agitation der Frauenbewegung hervorzuheben.
In der Zeit des Nationalsozialismus gingen durch Verfolgung und Vertreibung viele Unterlagen zur Stimmrechtsbewegung verloren, wie die von Lida Gustava Heymann und Anita Augspurg. Diese befanden sich während Hitlers „Machtergreifung“ 1933 auf einer Auslandsreise, von der sie nicht mehr nach Deutschland zurückkehrten. Die Bibliothek und alle Unterlagen aus der jahrzehntelangen Arbeit von Heymann und Augspurg in der nationalen und internationalen Frauenbewegung gingen verloren. Im Schweizer Exil schrieb Heymann bis 1941 die gemeinsamen Erinnerungen unter dem Titel Erlebtes-Erschautes nieder. Diese wurden erst 1972 veröffentlicht und haben die historischen Darstellungen der Stimmrechtsbewegung von da an stark beeinflusst.
Im Zuge der neuen Frauenbewegung wurde die erste deutsche Frauenbewegung, darunter die Frauenstimmrechtsbewegung, historisch aufgearbeitet. Richard J. Evans und Barbara Greven-Aschoff veröffentlichten 1976 bzw. 1981 jeweils umfassende Darstellungen der deutschen Frauenbewegung von 1894–1933. Die Soziologin und Rechtshistorikerin Ute Gerhard arbeitete 1984 die Rechtsgeschichte und Rechtskämpfe der Radikalen auf, bevor sie – veranlasst durch die Fernsehdokumentation Unerhört – 1990 ebenfalls eine Geschichte der Frauenbewegung vorlegte. Weitere Studien fokussierten auf Teilaspekte wie die Sozialgeschichte der Frauenbewegung in der Reichsgründungszeit, das Politikverständnis der bürgerlichen Frauenbewegung oder auf die Entwicklung der Argumentationslinien der Befürworter und Gegner des Frauenwahlrechts. 1998 legte die Juristin Ute Rosenbusch erstmals eine umfassende und quellennahe Arbeit über den Weg der deutschen Frauen zum Wahlrecht vor, die regionale Aspekte berücksichtigte.
Gisela Bock (1999) und Angelika Schaser (2006) haben in bahnbrechenden Arbeiten die in der historischen Forschung immer wieder nacherzählten Stereotype und den oftmals implizit oder explizit postulierten deutschen „Sonderweg“ zum Frauenwahlrecht kritisiert. So sagten sie, in früheren Forschungsarbeiten wäre versäumt worden, die Entwicklung in Deutschland mit der tatsächlichen Entwicklung in anderen Ländern zu vergleichen, und die Quellen wären falsch interpretiert worden.

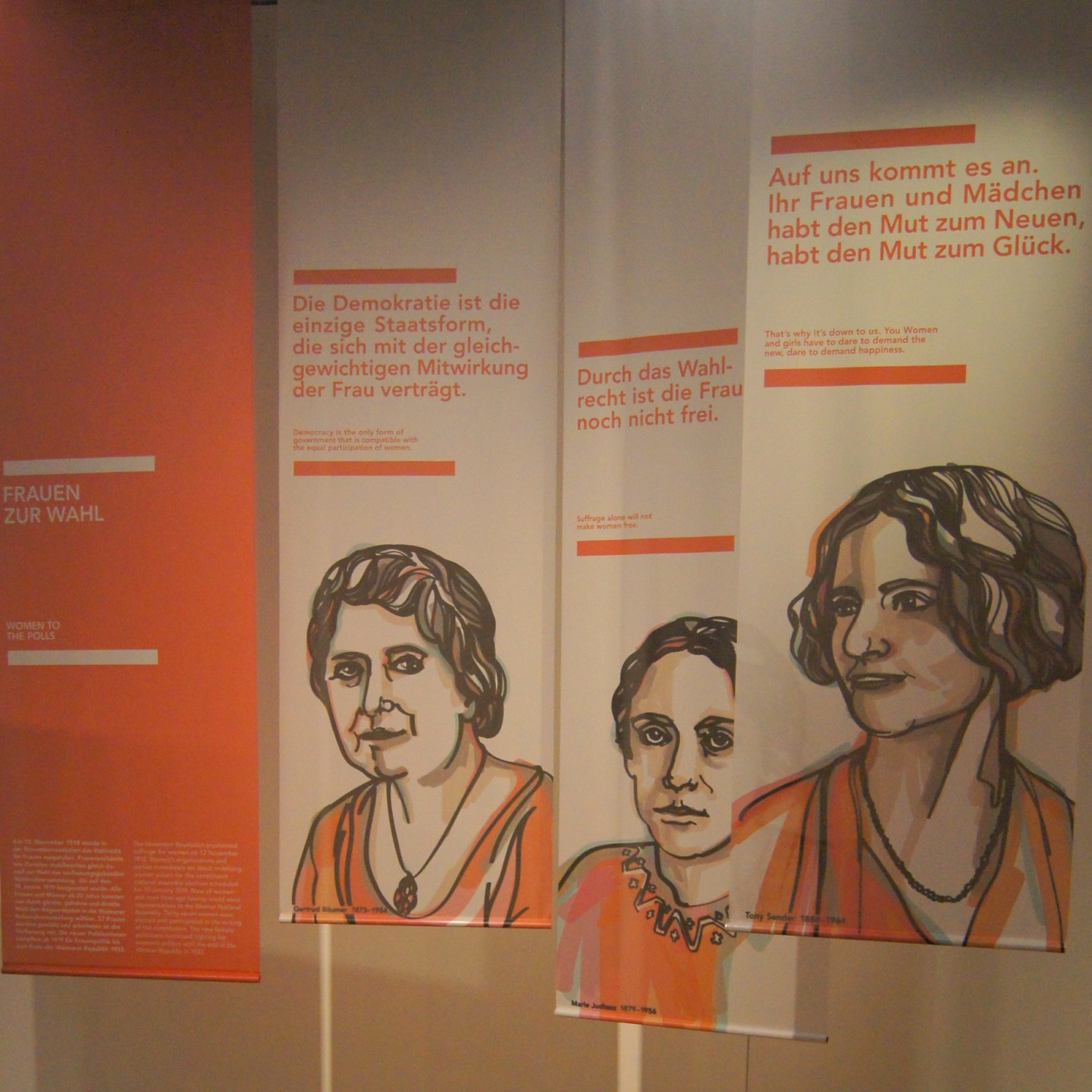
Statements bedeutender Frauenrechtlerinnen leiteten durch die Ausstellung Damenwahl 2018/19 im Historischen Museum Frankfurt; hier: Gertrud Bäumer, Marie Juchacz und Tony Sender

Bock führte vier miteinander verschränkte Argumentationsmuster an, mit denen die „Sonderwegthese“ begründet worden war. So wurde der „Differenzansatz“ der deutschen Frauenbewegung beklagt. Im Mittelpunkt der Argumentation der deutschen Frauenrechtlerinnen hätten Begriffe wie „Geschlechterdifferenz“, „Weiblichkeit“, „weibliche Eigenart“, „Leistung“, „Pflicht“, „Mutterschaft“ und „Mütterlichkeit“ gestanden. In den angelsächsischen Bewegungen hätten dagegen die Begriffe „Geschlechtergleichheit“, „Freiheit“, „Individualismus“ und „Rechte“ dominiert. Bock zeigte dagegen auf, dass beispielsweise die englischen Suffragetten ebenso mit der Geschlechterdifferenz argumentierten wie die bürgerlich-gemäßigten Frauenrechtlerinnen in Deutschland.
Eine weitere Kritik der älteren Studien war die angenommene „scharfe Trennungslinie“ zwischen der liberal-gemäßigten Majorität und der liberal-radikalen Minorität der Frauenbewegung, was neuere Forschung inzwischen relativiert und in Teilen widerlegt hat. Die ältere Forschungsliteratur kritisierte zudem die Art des Auftretens der Frauenbewegung als „zögernd“, „vorsichtig“, „zurückhaltend“ und „ängstlich“, was negativ mit dem „Draufgängertum“ der Suffragetten der britischen Frauenwahlrechtsbewegung verglichen wurde. Tatsächlich stellten die Suffragetten aber nur eine Minderheit in der britischen Bewegung dar.
Die gemäßigte Mehrheit der Frauenbewegung – anders als die radikale Minorität – hätte erst spät begonnen, das Frauenwahlrecht zu fordern, und wäre dem internationalen Stand hinterhergehinkt. Im Vergleich mit der Situation in England und den Vereinigten Staaten ergab die Analyse von Bock jedoch, dass es in allen Ländern einen gemeinsamen Faktor gab, der den Beginn des Kampfes der Frauen um das Wahlrecht auslöste. „Eine Frauenwahlrechtsbewegung entstand dann, wenn das Wahlrecht für Männer zur Debatte stand“, so Bocks Schlussfolgerung. In Deutschland war das ab Ende des 19. Jahrhunderts der Fall. Kerstin Wolff hat ergänzt, dass in der älteren Forschung die zeitgenössischen Aussagen der Frauenrechtlerinnen (beispielsweise von Helene Lange 1896 „daß endlich Deutschland […] in dieser Frage am allerweitesten zurück ist“) unreflektiert übernommen wurden. Diese strategischen Äußerungen, die darauf abzielten, die Stimmrechtsforderung durch gleichlautende Kämpfe im Ausland zu legitimieren, wären in der späteren Rezeption verkannt worden.
Nach der Jahrtausendwende kamen – abgesehen von den Jubiläen 2008 und 2018 – kaum mehr historiographische Einzelstudien zur deutschen Frauenstimmrechtsbewegung hinzu. Zum 100-jährigen Jubiläum der Einführung des Frauenwahlrechts in Deutschland gab es eine bundesweite Kampagne, zu der die zentrale Sonderausstellung Damenwahl! im Historischen Museum Frankfurt gehörte. Ende 2018 wurde das Doku-Drama Die Hälfte der Welt gehört uns – Als Frauen das Wahlrecht erkämpften im öffentlichen Fernsehen ausgestrahlt.